# Liste der Stolpersteine in Hamburg-Harvestehude (Straßen A–H)
Die Liste der Stolpersteine in Hamburg-Harvestehude enthält alle Stolpersteine, die im Rahmen des gleichnamigen Kunst-Projekts von Gunter Demnig in Hamburg-Harvestehude verlegt wurden. Mit ihnen soll an Opfer des Nationalsozialismus erinnert werden, die in Hamburg-Harvestehude lebten und wirkten. Rund 14 % aller in Hamburg verlegten Stolpersteine liegen in Harvestehude.
Diese Seite ist Teil der Liste der Stolpersteine in Hamburg, da diese mit insgesamt 7272 (Stand: Juli 2025) Steinen zu groß würde und deshalb je Stadtteil, in dem Steine verlegt wurden, eine eigene Seite angelegt wurde.
| Adresse                  | Person(en)                                 | Inschrift | Bilder                                                                   | Anmerkung |
| ------------------------ | ------------------------------------------ | --- | ------------------------------------------------------------------------ | --- |
| Abteistraße 9 ·          | Hermine Hecht geb. Hahlo                   | Hier wohnte Hermine Hecht geb. Hahlo Jg. 1861 Flucht 1939 Holland interniert Westerbork deportiert 1943 Sobibor ermordet 9.4.1943                                       |                                                                          | Eintrag auf stolpersteine-hamburg.de |
| Abteistraße 17 ·         | Klaus Brodrecht                            | Hier wohnte Klaus Brodrecht Jg. 1923 eingewiesen 1930 Alsterdorfer Anstalten ‚verlegt‘ 7.8.1943 Heilanstalt Eichberg ermordet 26.8.1943                                 |                                                                          | Eintrag auf stolpersteine-hamburg.de |
| Abteistraße 24 ·         | Elisabeth Lazarus geb. May                 | Hier wohnte Elisabeth Lazarus geb. May Jg. 1873 deportiert 1942 Theresienstadt ermordet 3.6.1943                                                                        |                                                                          | Eintrag auf stolpersteine-hamburg.de |
| Abteistraße 24 ·         | Ernst Rudolf Reiss                         | Hier wohnte Ernst Rudolf Reiss Jg. 1927 Flucht 1938 Holland interniert 1943 Westerbork deportiert 1944 Theresienstadt 1944 Auschwitz ermordet 26.1.1945                 |                                                                          | Eintrag auf stolpersteine-hamburg.de Ernst Rudolf Reiss besuchte vor seiner Deportation nach Theresienstadt die Quäkerschule Eerde.                                                         |
| Abteistraße 24 ·         | Ingeborg Reiss                             | Hier wohnte Ingeborg Reiss Jg. 1925 deportiert 1942 Auschwitz ermordet                                                                                                  |                                                                          | Eintrag auf stolpersteine-hamburg.de |
| Abteistraße 24 ·         | Marie May Reiss geb. Lazarus               | Hier wohnte Marie May Reiss geb. Lazarus Jg. 1895 deportiert 1942 Auschwitz ermordet                                                                                    |                                                                          | Eintrag auf stolpersteine-hamburg.de |
| Abteistraße 30 ·         | Gerhard Markus Gottschalk                  | Hier wohnte Gerhard Markus Gottschalk Jg. 1909 Flucht 1937 Holland interniert Westerbork deportiert 1944 Theresienstadt 1944 Auschwitz ermordet                         |                                                                          | Eintrag auf stolpersteine-hamburg.de |
| Abteistraße 30 ·         | Kurt Gottschalk                            | Hier wohnte Kurt Gottschalk Jg. 1910 Flucht 1939 Holland interniert Westerbork deportiert 1944 Theresienstadt 1944 Auschwitz ermordet 28.2.1945                         |                                                                          | Eintrag auf stolpersteine-hamburg.de |
| Abteistraße 35 ·         | Minna Aron geb. Levy                       | Hier wohnte Minna Aron geb. Levy Jg. 1879 deportiert 1941 Riga ermordet am 6.12.1941                                                                                    |                                                                          | Eintrag auf stolpersteine-hamburg.de |
| Abteistraße 35 ·         | Edith Cahn                                 | Hier wohnte Edith Cahn Jg. 1922 deportiert 1941 Riga ermordet im KZ Stutthof                                                                                            |                                                                          | Eintrag auf stolpersteine-hamburg.de |
| Abteistraße 35 ·         | Hermann Glass                              | Hier wohnte Hermann Glass Jg. 1863 deportiert 1942 Theresienstadt ermordet am 19.1.1943                                                                                 |                                                                          | Eintrag auf stolpersteine-hamburg.de Ein weiterer Stolperstein befindet sich in Hamburg-Altstadt.                                                                                           |
| Abteistraße 55 ·         | Eva Gumpert geb. Liebermann                | Hier wohnte Eva Gumpert geb. Liebermann Jg. 1878 deportiert 1941 Minsk ermordet                                                                                         |                                                                          | Eintrag auf stolpersteine-hamburg.de |
| Abteistraße 55 ·         | Konrad Gumpert                             | Hier wohnte Konrad Gumpert Jg. 1878 deportiert 1941 Minsk ermordet |                                                                          | Eintrag auf stolpersteine-hamburg.de |
| Alsterkamp 21 ·          | Henry Seligmann                            | Hier wohnte Henry Seligmann Jg. 1873 gedemütigt/entrechtet Flucht in den Tod 30.6.1942                                                                                  |                                                                          | Eintrag auf stolpersteine-hamburg.de |
| Alsterkamp 21 ·          | Johanna Gertrud Seligmann geb. Liebes      | Hier wohnte Johanna Gertrud Seligmann geb. Liebes Jg. 1883 gedemütigt/entrechtet Flucht in den Tod 1.7.1942                                                             |                                                                          | Eintrag auf stolpersteine-hamburg.de |
| Alsterkamp 25 ·          | Ivan Fontheim                              | Hier wohnte Ivan Fontheim Jg. 1861 entrechtet/gedemütigt Flucht in den Tod 16.7.1942                                                                                    |                                                                          | Eintrag auf stolpersteine-hamburg.de Ein weiterer Stolperstein befindet sich in Hamburg-Altstadt.                                                                                           |
| Alsterkamp 25 ·          | Laura Mathilde Fontheim geb. Drucker       | Hier wohnte Laura Mathilde Fontheim geb. Drucker Jg. 1875 entrechtet/gedemütigt Flucht in den Tod 16.7.1942                                                             |                                                                          | Eintrag auf stolpersteine-hamburg.de |
| Alsterkamp 43 ·          | Nanny Behrend geb. Auerbach                | Hier wohnte Nanny Behrend geb. Auerbach Jg. 1882 deportiert 1942 Theresienstadt tot 24.1.1943                                                                           |                                                                          | Eintrag auf stolpersteine-hamburg.de |
| Alsterkamp 43 ·          | Roland Behrend                             | Hier wohnte Dr. Roland Behrend Jg. 1875 deportiert 1942 Theresienstadt tot 22.3.1943                                                                                    |                                                                          | Eintrag auf stolpersteine-hamburg.de Ein weiterer Stolperstein befindet sich in Hamburg-Eimsbüttel.                                                                                         |
| Beim Schlump 2a ·        | Curt Justus Neisel                         | Hier wohnte Curt Justus Neisel Jg. 1910 eingewiesen 1939 Alsterdorfer Anstalten 'verlegt' 28.11.1941 Heilanstalt Tiegenhof ermordet 5.2.1942                            |                                                                          | Eintrag auf stolpersteine-hamburg.de |
| Beim Schlump 5 ·         | Caroline Lippmann                          | Hier wohnte Caroline Lippmann Jg. 1875 deportiert 1941 Riga-Jungfernhof ermordet                                                                                        |                                                                          | Eintrag auf stolpersteine-hamburg.de |
| Beim Schlump 5 ·         | Gustav Lippmann                            | Hier wohnte Gustav Lippmann Jg. 1868 deportiert 1941 Riga-Jungfernhof ermordet                                                                                          |                                                                          | Eintrag auf stolpersteine-hamburg.de |
| Bogenstraße 24 ·         | Betty Bari geb. Heimann                    | Hier wohnte Betty Bari geb. Heimann Jg. 1888 deportiert 1942 Theresienstadt befreit                                                                                     |                                                                          | Eintrag auf stolpersteine-hamburg.de |
| Bogenstraße 24 ·         | Magnus Bari                                | Hier wohnte Magnus Bari Jg. 1927 deportiert 1942 Theresienstadt 1944 Auschwitz Flossenbürg 1945 Todesmarsch Richtung Dachau befreit                                     |                                                                          | Eintrag auf stolpersteine-hamburg.de |
| Bogenstraße 24 ·         | Mirjam Bari                                | Hier wohnte Mirjam Bari Jg. 1929 deportiert 1942 Theresienstadt 1944 Auschwitz Flossenbürg 1945 Todesmarsch Richtung Dachau befreit                                     |                                                                          | Eintrag auf stolpersteine-hamburg.de |
| Bogenstraße 24 ·         | Samuel A. Bari                             | Hier wohnte Samuel A. Bari Jg. 1888 deportiert 1942 Theresienstadt befreit                                                                                              |                                                                          | Eintrag auf stolpersteine-hamburg.de |
| Bogenstraße 26 ·         | Eliesar Loebenstein                        | Hier wohnte Eliesar Loebenstein Jg. 1883 deportiert 1942 Theresienstadt 1944 Auschwitz ermordet                                                                         |                                                                          | Eintrag auf stolpersteine-hamburg.de |
| Bogenstraße 26 ·         | Rahel Loebenstein geb. Emanuel             | Hier wohnte Rahel Loebenstein geb. Emanuel Jg. 1884 deportiert 1942 Theresienstadt ermordet 27.4.1944                                                                   |                                                                          | Eintrag auf stolpersteine-hamburg.de |
| Bogenstraße 32 ·         | Jeanette Baer                              | Hier lernte Jeanette Baer Jg. 1903 deportiert 1943 Theresienstadt 1944 Auschwitz ermordet                                                                               |                                                                          | Eintrag auf stolpersteine-hamburg.de Ein weiterer Stolperstein befindet sich in der Brahmsallee 24.                                                                                         |
| Bogenstraße 32 ·         | Edith Benndorf geb. Guttmann               | Hier lernte Edith Benndorf geb. Guttmann Jg. 1897 deportiert 1942 Auschwitz ermordet                                                                                    |                                                                          | Eintrag auf stolpersteine-hamburg.de Ein weiterer Stolperstein befindet sich in Hamburg-Winterhude.                                                                                         |
| Bogenstraße 32 ·         | Irmgard Blatt geb. Posselburg              | Hier lernte Irmgard Blatt geb. Posselburg Jg. 1907 deportiert 1941 Ghetto Minsk ermordet                                                                                |                                                                          | Eintrag auf stolpersteine-hamburg.de Ein weiterer Stolperstein befindet sich in Hamburg-Rotherbaum.                                                                                         |
| Bogenstraße 32 ·         | Leonie Auguste Cohen                       | Hier lernte Leonie Auguste Cohen Jg. 1901 eingewiesen 26.4.1929 Heilanstalt Langenhorn tot 6.4.1939                                                                     |                                                                          | Eintrag auf stolpersteine-hamburg.de |
| Bogenstraße 32 ·         | Ilse Sophie Eisemann geb. Zuckermann       | Hier lernte Ilse Sophie Eisemann geb. Zuckermann Jg. 1903 verzogen 1930 Holland interniert Westerbork deportiert 1943 Sobibor ermordet 28.5.1943                        |                                                                          | Eintrag auf stolpersteine-hamburg.de |
| Bogenstraße 32 ·         | Ella Grünewald geb. Wolff                  | Hier lernte Ella Grünewald geb. Wolff Jg. 1898 deportiert 1941 Ghetto Minsk ermordet                                                                                    |                                                                          | Eintrag auf stolpersteine-hamburg.de Ein weiterer Stolperstein befindet sich in Hamburg-Eppendorf.                                                                                          |
| Bogenstraße 32 ·         | Erna Heimans geb. Blumann                  | Hier lernte Erna Heimans geb. Blumann Jg. 1903 Flucht Holland interniert Westerbork deportiert Auschwitz ermordet 22.10.1944                                            |                                                                          | Eintrag auf stolpersteine-hamburg.de |
| Bogenstraße 32 ·         | Magdalene Hirsch                           | Hier lernte Magdalene Hirsch Jg. 1903 deportiert 1942 Ghetto Riga ermordet                                                                                              |                                                                          | Eintrag auf stolpersteine-hamburg.de |
| Bogenstraße 32 ·         | Ruth Kantorowicz                           | Hier lernte Ruth Kantorowicz Jg. 1901 Flucht 1936 Holland interniert 1942 Westerbork deportiert Auschwitz ermordet 30.9.1942                                            |                                                                          | Eintrag auf stolpersteine-hamburg.de Ein weiterer Stolperstein befindet sich in Hamburg-Eimsbüttel.                                                                                         |
| Bogenstraße 32 ·         | Ilse Mathilde Karlsberg geb. Heilbronn     | Hier lernte Ilse Mathilde Karlsberg geb. Heilbron Jg. 1900 verhaftet 1940 Holland 1941 KZ Fuhlsbüttel deportiert 1942 Theresienstadt 1944 Auschwitz ermordet 21.10.1944 |                                                                          | Eintrag auf stolpersteine-hamburg.de Ein weiterer Stolperstein befindet sich in der Hallerstraße 5.                                                                                         |
| Bogenstraße 32 ·         | Helene Lehmann geb. Porger                 | Hier lernte Helene Lehmann geb. Porges Jg. 1902 Flucht 1933 Holland interniert 1943 Westerbork deportiert 1944 Theresienstadt 1944 Auschwitz ermordet                   |                                                                          | Eintrag auf stolpersteine-hamburg.de |
| Bogenstraße 32 ·         | Irene Levy geb. Lublin                     | Hier lernte Irene Levy geb. Lublin Jg. 1909 deportiert 1941 Łodz/Litzmannstadt ermordet 25.4.1942                                                                       |                                                                          | Eintrag auf stolpersteine-hamburg.de Ein weiterer Stolperstein befindet sich in der Isestraße 83.                                                                                           |
| Bogenstraße 32 ·         | Gerda Link geb. Levy                       | Hier lernte Gerda Link geb. Levy Jg. 1911 Flucht 1938 Slowakei deportiert Auschwitz ermordet 1944                                                                       |                                                                          | Eintrag auf stolpersteine-hamburg.de Ein weiterer Stolperstein befindet sich in Hamburg-Rotherbaum.                                                                                         |
| Bogenstraße 32 ·         | Lotte Rebecca Lion geb. Strelitz           | Hier lernte Lotte Rebecca Lion geb. Strelitz Jg. 1908 deportiert 1941 Ghetto Minsk ermordet                                                                             |                                                                          | Eintrag auf stolpersteine-hamburg.de Ein weiterer Stolperstein befindet sich in Hamburg-Eppendorf.                                                                                          |
| Bogenstraße 32 ·         | Annemarie Elise Löwenstein geb. Friedrichs | Hier lernte Annemarie Elise Löwenstein geb. Friedrichs Jg. 1898 deportiert 1941 Ghetto Riga 1944 KZ Stutthof ermordet 20.12.1944                                        |                                                                          | Eintrag auf stolpersteine-hamburg.de |
| Bogenstraße 32 ·         | Eva Emma Mathiason geb. Levy               | Hier lernte Eva Emma Mathiason geb. Levy Jg. 1900 deportiert 1943 Theresienstadt 1944 Auschwitz ermordet                                                                |                                                                          | Eintrag auf stolpersteine-hamburg.de Ein weiterer Stolperstein befindet sich in Hamburg-Eimsbüttel.                                                                                         |
| Bogenstraße 32 ·         | Ilse Margarethe Meyer geb. Auerbach        | Hier lernte Ilse Margarethe Meyer geb. Auerbach Jg. 1907 deportiert 1941 Łodz/Litzmannstadt 1944 Chelmno/Kulmhof ermordet                                               |                                                                          | Eintrag auf stolpersteine-hamburg.de |
| Bogenstraße 32 ·         | Nina Margarethe Michelson                  | Hier lernte Nina Margarethe Michelson Jg. 1900 Flucht 1934 Holland interniert Westerbork deportiert 1942 Auschwitz ermordet 30.9.1942                                   |                                                                          | Eintrag auf stolpersteine-hamburg.de |
| Bogenstraße 32 ·         | Elisabeth Oettinger geb. Oettinger         | Hier lernte Elisabeth Oettinger geb. Oettinger Jg. 1909 Flucht 1934 Holland Flucht in den Tod 16. Mai 1940 Amsterdam                                                    |                                                                          | Eintrag auf stolpersteine-hamburg.de Ein weiterer Stolperstein befindet sich in Hamburg-Winterhude.                                                                                         |
| Bogenstraße 32 ·         | Ruth Rickchen Plaut geb. Wertheim          | Hier lernte Ruth Rickchen Plaut geb. Wertheim Jg. 1913 Flucht 1938 Holland Frankreich interniert Drancy deportiert Auschwitz ermordet 10.3.1944                         |                                                                          | Eintrag auf stolpersteine-hamburg.de |
| Bogenstraße 32 ·         | Anna Margarethe Polak geb. Heinemann       | Hier lernte Anna Margarethe Polak geb. Heinemann Jg. 1899 Flucht Italien deportiert 1943 Auschwitz ermordet                                                             |                                                                          | Eintrag auf stolpersteine-hamburg.de |
| Bogenstraße 32 ·         | Gerda Henriette Rosengarten geb. Hijmans   | Hier lernte Gerda Henriette Rosengarten geb. Hijmans Jg. 1905 Flucht 1933 Holland interniert Westerbork deportiert Auschwitz ermordet 28.2.1945                         |                                                                          | Eintrag auf stolpersteine-hamburg.de |
| Bogenstraße 32 ·         | Leonie Saulmann geb. Briske                | Hier lernte Leonie Saulmann geb. Briske Jg. 1903 deportiert 1943 Auschwitz ermordet                                                                                     |                                                                          | Eintrag auf stolpersteine-hamburg.de |
| Bogenstraße 32 ·         | Vera van Coevorden geb. Goldschmidt        | Hier lernte Vera van Cevorden geb. Goldschmidt Jg. 1901 Flucht Holland deportiert Auschwitz ermordet 12.10.1942                                                         |                                                                          | Eintrag auf stolpersteine-hamburg.de Nachname auf dem Stein falsch geschrieben |
| Bogenstraße 32 ·         | Marion Werner                              | Hier lernte Marion Werner Jg. 1923 deportiert 1941 Łodz/Litzmannstadt 1942 Chelmno/Kulmhof ermordet                                                                     |                                                                          | Eintrag auf stolpersteine-hamburg.de Ein weiterer Stolperstein befindet sich in Hamburg-Eppendorf.                                                                                          |
| Bogenstraße 32 ·         | Susanne Zirker                             | Hier lernte Susanne Zirker Jg. 1915 deportiert 1941 Łodz/Litzmannstadt ermordet                                                                                         |                                                                          | Eintrag auf stolpersteine-hamburg.de Ein weiterer Stolperstein befindet sich in der Rothenbaumchaussee 183.                                                                                 |
| Bogenstraße 32 ·         | Marianne de Zwart geb. von der Porten      | Hier lernte Marianne de Zwart geb. von der Porten Jg. 1917 Flucht 1935 Holland interniert Westerbork deportiert 1944 Auschwitz Bergen-Belsen ermordet Jan 1945          |                                                                          | Eintrag auf stolpersteine-hamburg.de Ein weiterer Stolperstein befindet sich in Hamburg-Rotherbaum.                                                                                         |
| Bogenstraße 36 ·         | Renate Eva Freimuth                        | Hier lernte Renate Eva Freimuth Jg. 1925 deportiert 1941 Łodz 1942 weiterdeportiert ermordet                                                                            |                                                                          | Eintrag auf stolpersteine-hamburg.de Ein weiterer Stolperstein befindet sich in der Isestraße 43.                                                                                           |
| Bogenstraße 52 ·         | Henny Josias                               | Henny Josias Jg. 1890 deportiert 1941 ermordet in Riga |                                                                          | Eintrag auf stolpersteine-hamburg.de |
| Bogenstraße 52 ·         | Julius Josias                              | Hier wohnte Julius Josias Jg. 1938 deportiert 1942 Theresienstadt 1944 Auschwitz ermordet                                                                               |                                                                          | Eintrag auf stolpersteine-hamburg.de |
| Bogenstraße 52 ·         | Mendel Josias                              | Hier wohnte Mendel Josias Jg. 1891 deportiert 1942 Theresienstadt 1944 Auschwitz ermordet                                                                               |                                                                          | Eintrag auf stolpersteine-hamburg.de |
| Bogenstraße 52 ·         | Rosa Josias geb. Horwitz                   | Hier wohnte Rosa Josias geb. Horwitz Jg. 1903 deportiert 1942 Theresienstadt 1944 Auschwitz ermordet                                                                    |                                                                          | Eintrag auf stolpersteine-hamburg.de |
| Brahmsallee 6 ·          | Julius Behrend                             | Hier wohnte Julius Behrend Jg. 1885 deportiert 1941 Riga ermordet |                                                                          | Eintrag auf stolpersteine-hamburg.de |
| Brahmsallee 6 ·          | Minka Behrend geb. Hartog                  | Hier wohnte Minka Behrend geb. Hartog Jg. 1886 deportiert 1941 Riga ermordet                                                                                            |                                                                          | Eintrag auf stolpersteine-hamburg.de |
| Brahmsallee 6 ·          | Bertha Gansel geb. Gabriel                 | Hier wohnte Bertha Gansel geb. Gabriel Jg. 1873 deportiert 1941 ermordet in Łodz/Litzmannstadt                                                                          |                                                                          | Eintrag auf stolpersteine-hamburg.de |
| Brahmsallee 6 ·          | Martha Hess geb. Rosskamm                  | Hier wohnte Martha Hess geb. Rosskamm Jg. 1877 deportiert 1941 Łodz Chelmno 1942 ermordet                                                                               |                                                                          | Eintrag auf stolpersteine-hamburg.de |
| Brahmsallee 6 ·          | Siegfried Hess                             | Hier wohnte Siegfried Hess Jg. 1869 deportiert 1941 Łodz Chelmno 1942 ermordet                                                                                          |                                                                          | Eintrag auf stolpersteine-hamburg.de |
| Brahmsallee 6 ·          | Henny Hoffmann geb. Goldscheider           | Hier wohnte Henny Hoffmann geb. Goldscheider Jg. 1889 deportiert 1941 Minsk ermordet                                                                                    |                                                                          | Eintrag auf stolpersteine-hamburg.de |
| Brahmsallee 6 ·          | Max Hoffmann                               | Hier wohnte Max Hoffmann Jg. 1885 deportiert 1941 Minsk ermordet |                                                                          | Eintrag auf stolpersteine-hamburg.de |
| Brahmsallee 6 ·          | Oswald Pander                              | Hier wohnte Oswald Pander Jg. 1881 deportiert 1942 Theresienstadt ermordet 19.8.1943                                                                                    |                                                                          | Eintrag auf stolpersteine-hamburg.de |
| Brahmsallee 6 ·          | James Hermann Schwabe                      | Hier wohnte James Hermann Schwabe Jg. 1871 deportiert 1942 Theresienstadt ermordet 13.11.1943                                                                           |                                                                          | Eintrag auf stolpersteine-hamburg.de |
| Brahmsallee 8 ·          | Johanna Bernstein geb. André               | Hier wohnte Johanna Bernstein geb. André Jg. 1867 deportiert 1943 Theresienstadt ermordet 17.5.1943                                                                     |                                                                          | Eintrag auf stolpersteine-hamburg.de |
| Brahmsallee 8 ·          | Thekla Cohn geb. Simson                    | Hier wohnte Thekla Cohn geb. Simson Jg. 1896 deportiert 1942 ermordet 1942 Auschwitz                                                                                    |                                                                          | Eintrag auf stolpersteine-hamburg.de |
| Brahmsallee 8 ·          | Victor Cohn                                | Hier wohnte Victor Cohn Jg. 1888 deportiert Auschwitz ermordet |                                                                          | Eintrag auf stolpersteine-hamburg.de |
| Brahmsallee 8 ·          | Else Levy geb. Heynssen                    | Hier wohnte Else Levy geb. Heynssen Jg. 1891 deportiert 1941 Minsk ermordet                                                                                             |                                                                          | Eintrag auf stolpersteine-hamburg.de |
| Brahmsallee 8 ·          | Louis Nathan Levy                          | Hier wohnte Louis Nathan Levy Jg. 1890 deportiert 1941 Minsk ermordet                                                                                                   |                                                                          | Eintrag auf stolpersteine-hamburg.de |
| Brahmsallee 8 ·          | Joseph Norden                              | Hier wohnte Dr. Joseph Norden Jg. 1870 deportiert 1942 Theresienstadt ermordet 7.2.1943                                                                                 |                                                                          | Eintrag auf stolpersteine-hamburg.de Ein weiterer Stolperstein befindet sich in Hamburg-Eimsbüttel.                                                                                         |
| Brahmsallee 8 ·          | Anna Rothenberg geb. Hiller                | Hier wohnte Anna Rothenberg geb. Hiller Jg. 1892 deportiert Majdanek ermordet                                                                                           |                                                                          | Eintrag auf stolpersteine-hamburg.de |
| Brahmsallee 10 ·         | Hugo Adolph Cohen                          | Hier wohnte Hugo Adolph Cohen Jg. 1885 Flucht Holland deportiert 1943 ermordet in Sobibor                                                                               |                                                                          | Eintrag auf stolpersteine-hamburg.de |
| Brahmsallee 10 ·         | Paula Cohen geb. Stern                     | Hier wohnte Paula Cohen geb. Stern Jg. 1898 Flucht Holland deportiert 1943 ermordet in Sobibor                                                                          |                                                                          | Eintrag auf stolpersteine-hamburg.de |
| Brahmsallee 10 ·         | Susi Cohen                                 | Hier wohnte Susi Cohen Jg. 1925 Flucht Holland deportiert 1944 ermordet in Auschwitz                                                                                    |                                                                          | Eintrag auf stolpersteine-hamburg.de |
| Brahmsallee 10 ·         | Ursula Cohen                               | Hier wohnte Ursula Cohen Jg. 1922 Flucht Holland deportiert 1944 ermordet in Auschwitz                                                                                  |                                                                          | Eintrag auf stolpersteine-hamburg.de |
| Brahmsallee 11 ·         | Bertha Alexander                           | Hier wohnte Bertha Alexander Jg. 1893 deportiert 1941 Łodz Chelmno 1942 ermordet                                                                                        |                                                                          | Eintrag auf stolpersteine-hamburg.de |
| Brahmsallee 11 ·         | Hertha Coutinho                            | Hier wohnte Hertha Coutinho Jg. 1903 deportiert 1942 Theresienstadt 1944 Auschwitz ermordet                                                                             |                                                                          | Eintrag auf stolpersteine-hamburg.de |
| Brahmsallee 11 ·         | Rosa Müllner                               | Hier wohnte Rosa Müllner Jg. 1889 deportiert 1941 Łodz ermordet |                                                                          | Eintrag auf stolpersteine-hamburg.de Ein weiterer Stolperstein befindet sich in Hamburg-Hamm.                                                                                               |
| Brahmsallee 11 ·         | Emma Tarnowski geb. Glück                  | Hier wohnte Emma Tarnowski geb. Glück Jg. 1907 Flucht 1938 Belgien deportiert Auschwitz ermordet                                                                        |                                                                          | Eintrag auf stolpersteine-hamburg.de |
| Brahmsallee 12 ·         | Lilli Freimann                             | Hier wohnte Lilli Freimann Jg. 1886 deportiert 1942 ermordet in Auschwitz                                                                                               |                                                                          | Eintrag auf stolpersteine-hamburg.de |
| Brahmsallee 12 ·         | Benjamin Perlmann                          | Hier wohnte Benjamin Perlmann Jg. 1876 deportiert 1942 Auschwitz ermordet                                                                                               |                                                                          | Eintrag auf stolpersteine-hamburg.de |
| Brahmsallee 12 ·         | Elsa Perlmann geb. van Son                 | Hier wohnte Elsa Perlmann geb. van Son Jg. 1880 deportiert 1942 Auschwitz ermordet                                                                                      |                                                                          | Eintrag auf stolpersteine-hamburg.de |
| Brahmsallee 12 ·         | Karin Wolff                                | Hier wohnte Karin Wolff Jg. 1937 deportiert 1941 Minsk ??? |                                                                          | Eintrag auf stolpersteine-hamburg.de |
| Brahmsallee 12 ·         | Johanna Wolff geb. Wolff                   | Hier wohnte Johanna Wolff geb. Wolff Jg. 1911 1941 KZ Fuhlsbüttel deportiert 1941 Minsk ???                                                                             |                                                                          | Eintrag auf stolpersteine-hamburg.de |
| Brahmsallee 12 ·         | Ludwig Wolff                               | Hier wohnte Ludwig Wolff Jg. 1913 1941 KZ Fuhlsbüttel deportiert 1941 Minsk ???                                                                                         |                                                                          | Eintrag auf stolpersteine-hamburg.de |
| Brahmsallee 12 ·         | Thekla Wolff geb. Franken                  | Hier wohnte Thekla Wolff geb. Franken Jg. 1889 deportiert 1941 Minsk ???                                                                                                |                                                                          | Eintrag auf stolpersteine-hamburg.de |
| Brahmsallee 12 ·         | Uri Wolff                                  | Hier wohnte Uri Wolff Jg. 1940 deportiert 1941 Minsk ??? |                                                                          | Eintrag auf stolpersteine-hamburg.de |
| Brahmsallee 12 ·         | Willi Wolff                                | Hier wohnte Willi Wolff Jg. 1890 deportiert 1941 Minsk ??? |                                                                          | Eintrag auf stolpersteine-hamburg.de |
| Brahmsallee 12 ·         | Margarethe Wolfsohn geb. Cohn              | Hier wohnte Margarethe Wolfsohn geb. Cohn Jg. 1885 deportiert 1942 Theresienstadt 1942 Treblinka ermordet                                                               |                                                                          | Eintrag auf stolpersteine-hamburg.de Ein weiterer Stolperstein befindet sich in Hamburg-St. Georg.                                                                                          |
| Brahmsallee 12 ·         | Max Wolfsohn                               | Hier wohnte Max Wolfsohn Jg. 1872 deportiert 1942 Theresienstadt Minsk ???                                                                                              |                                                                          | Eintrag auf stolpersteine-hamburg.de Ein weiterer Stolperstein befindet sich in Hamburg-St. Georg.                                                                                          |
| Brahmsallee 13 ·         | Erna B. Bacharach geb. Strauss             | Hier wohnte Erna B. Bacharach geb. Strauss Jg. 1899 Flucht Holland deportiert 1944 Theresienstadt Auschwitz 1944 ermordet                                               |                                                                          | Eintrag auf stolpersteine-hamburg.de |
| Brahmsallee 13 ·         | Moritz Bacharach                           | Hier wohnte Moritz Bacharach Jg. 1888 Flucht Holland deportiert 1944 Theresienstadt Auschwitz 1944 Todesmarsch 1945 ermordet Riesa                                      |                                                                          | Eintrag auf stolpersteine-hamburg.de |
| Brahmsallee 13 ·         | Veilchen Elias geb. Blum                   | Hier wohnte Veilchen Elias geb. Blum Jg. 1865 deportiert 1942 Theresienstadt 1942 Treblinka ermordet                                                                    |                                                                          | Eintrag auf stolpersteine-hamburg.de |
| Brahmsallee 13 ·         | Gretchen Fels geb. Hildesheimer            | Hier wohnte Gretchen Fels geb. Hildesheimer Jg. 1879 deportiert 1942 Theresienstadt Auschwitz 1944 ermordet                                                             |                                                                          | Eintrag auf stolpersteine-hamburg.de |
| Brahmsallee 13 ·         | Jona Fels                                  | Hier wohnte Jona Fels Jg. 1869 deportiert 1942 Theresienstadt ermordet 7.10.1942                                                                                        |                                                                          | Eintrag auf stolpersteine-hamburg.de |
| Brahmsallee 13 ·         | Fanny Guttentag                            | Hier wohnte Fanny Guttentag Jg. 1885 deportiert 1942 Theresienstadt 1943 Auschwitz ermordet                                                                             |                                                                          | Eintrag auf stolpersteine-hamburg.de |
| Brahmsallee 13 ·         | Olga Guttentag                             | Hier wohnte Olga Guttentag Jg. 1884 deportiert 1942 Theresienstadt 1943 Auschwitz ermordet                                                                              |                                                                          | Eintrag auf stolpersteine-hamburg.de |
| Brahmsallee 13 ·         | Bruno Schragenheim                         | Hier wohnte Bruno Schragenheim Jg. 1899 deportiert 1941 Minsk ermordet                                                                                                  |                                                                          | Eintrag auf stolpersteine-hamburg.de |
| Brahmsallee 13 ·         | Irma Schragenheim geb. Löwenberg           | Hier wohnte Irma Schragenheim geb. Löwenberg Jg. 1897 deportiert 1941 Minsk ermordet                                                                                    |                                                                          | Eintrag auf stolpersteine-hamburg.de |
| Brahmsallee 14 ·         | Julius van Cleef                           | Hier wohnte Julius van Cleef Jg. 1879 deportiert 1941 Minsk ermordet |                                                                          | Eintrag auf stolpersteine-hamburg.de |
| Brahmsallee 14 ·         | Clara Jaffé geb. Simon                     | Hier wohnte Clara Jaffé geb. Simon Jg. 1877 deportiert 1941 Riga ermordet                                                                                               |                                                                          | Eintrag auf stolpersteine-hamburg.de |
| Brahmsallee 15 ·         | Lina Katz                                  | Hier wohnte Lina Katz Jg. 1882 deportiert 1941 Riga ermordet |                                                                          | Eintrag auf stolpersteine-hamburg.de |
| Brahmsallee 16 ·         | Charlotte Bravo geb. Aron                  | Hier wohnte Charlotte Bravo geb. Aron Jg. 1880 deportiert 1941 Minsk ermordet                                                                                           |                                                                          | Eintrag auf stolpersteine-hamburg.de |
| Brahmsallee 16 ·         | Daniel Isaak                               | Hier wohnte Daniel Isaak Jg. 1923 Flucht Holland deportiert 1943 Sobibor ermordet                                                                                       |                                                                          | Eintrag auf stolpersteine-hamburg.de |
| Brahmsallee 16 ·         | Hanna Isaak                                | Hier wohnte Hanna Isaak Jg. 1918 deportiert 1941 Minsk ??? |                                                                          | Eintrag auf stolpersteine-hamburg.de |
| Brahmsallee 16 ·         | Michael Isaak                              | Hier wohnte Michael Isaak Jg. 1888 deportiert 1941 Minsk ??? |                                                                          | Eintrag auf stolpersteine-hamburg.de |
| Brahmsallee 16 ·         | Pauline Isaak geb. Sealtiel                | Hier wohnte Pauline Isaak geb. Sealtiel Jg. 1900 deportiert 1941 Minsk ???                                                                                              |                                                                          | Eintrag auf stolpersteine-hamburg.de |
| Brahmsallee 16 ·         | Ruth Isaak                                 | Hier wohnte Ruth Isaak Jg. 1926 deportiert 1941 Minsk ??? |                                                                          | Eintrag auf stolpersteine-hamburg.de |
| Brahmsallee 16 ·         | Betty Jacobson                             | Hier wohnte Betty Jacobson Jg. 1868 deportiert 1941 Minsk ermordet |                                                                          | Eintrag auf stolpersteine-hamburg.de |
| Brahmsallee 16 ·         | Recha Nathan                               | Hier wohnte Recha Nathan Jg. 1887 deportiert 1941 Łodz ermordet 8.2.1942                                                                                                |                                                                          | Eintrag auf stolpersteine-hamburg.de |
| Brahmsallee 16 ·         | Helene Rabi geb. Aron                      | Hier wohnte Helene Rabi geb. Aron Jg. 1879 deportiert 1941 Minsk ??? |                                                                          | Eintrag auf stolpersteine-hamburg.de |
| Brahmsallee 16 ·         | Max Warisch                                | Hier wohnte Max Warisch Jg. 1895 Flucht 1939 Belgien deportiert 1942 Auschwitz ermordet 28.8.1942                                                                       |                                                                          | Eintrag auf stolpersteine-hamburg.de |
| Brahmsallee 17 ·         | Aron Auerbach                              | Hier wohnte Aron Auerbach Jg. 1869 ‚Schutzhaft‘ April 1938 KZ Fuhlsbüttel tot 5.7.1938 Israelitisches Krankenhaus                                                       |                                                                          | Eintrag auf stolpersteine-hamburg.de |
| Brahmsallee 17 ·         | Philipp Auerbach                           | Hier wohnte Philipp Auerbach Jg. 1906 Flucht 1936 Belgien interniert Saint-Cyprien deportiert 1944 Auschwitz KZ Buchenwald befreit/angefeindet Flucht in den Tod 1952   |                                                                          | Eintrag auf stolpersteine-hamburg.de |
| Brahmsallee 17 ·         | Leopold Appel                              | Hier wohnte Leopold Appel Jg. 1891 Flucht 1933 Frankreich interniert Drancy deportiert 1942 ermordet in Auschwitz                                                       |                                                                          | Eintrag auf stolpersteine-hamburg.de |
| Brahmsallee 17 ·         | Henny Schwabe geb. Josephs                 | Hier wohnte Henny Schwabe geb. Josephs Jg. 1888 deportiert 1942 Theresienstadt ermordet 1944 Auschwitz                                                                  |                                                                          | Eintrag auf stolpersteine-hamburg.de |
| Brahmsallee 17 ·         | Julius Schwabe                             | Hier wohnte Julius Schwabe Jg. 1880 gedemütigt/entrechtet Flucht in den Tod 23.10.1941                                                                                  |                                                                          | Eintrag auf stolpersteine-hamburg.de |
| Brahmsallee 18 ·         | Walter Hauptmann                           | Hier wohnte Walter Hauptmann Jg. 1905 deportiert 1944 Kowno ermordet |                                                                          | Eintrag auf stolpersteine-hamburg.de |
| Brahmsallee 18 ·         | Johanna Oppenheim                          | Hier wohnte Johanna Oppenheim Jg. 1886 deportiert 1942 Theresienstadt ermordet 29.10.1942                                                                               |                                                                          | Eintrag auf stolpersteine-hamburg.de |
| Brahmsallee 18 ·         | Siegmund Silberberg                        | Hier wohnte Siegmund Silberberg Jg. 1874 deportiert 1942 Theresienstadt Minsk 1942 ermordet                                                                             |                                                                          | Eintrag auf stolpersteine-hamburg.de Ein weiterer Stolperstein befindet sich in Hamburg-Altona-Altstadt.                                                                                    |
| Brahmsallee 19 ·         | Erwin Alfred Bonheim                       | Hier wohnte Erwin Alfred Bonheim Jg. 1910 Flucht 1939 Holland interniert Westerbork deportiert 1944 Auschwitz ermordet 31.7.1944                                        |                                                                          | Eintrag auf stolpersteine-hamburg.de |
| Brahmsallee 19 ·         | Käthe Bonheim geb. Friedensohn             | Hier wohnte Käthe Bonheim geb. Friedensohn Jg. 1877 Flucht 1939 Holland Flucht in den Tod 13.12.1942 Velp                                                               |                                                                          | Eintrag auf stolpersteine-hamburg.de |
| Brahmsallee 19 ·         | Paul Bonheim                               | Hier wohnte Dr. Paul Bonheim Jg. 1877 Flucht 1939 Holland Flucht in den Tod 13.12.1942 Velp                                                                             |                                                                          | Eintrag auf stolpersteine-hamburg.de Ein weiterer Stolperstein befindet sich in Hamburg-Sternschanze.                                                                                       |
| Brahmsallee 19 ·         | Kela Bundheim geb. Bamberger               | Hier wohnte Kela Bundheim geb. Bamberger Jg. 1900 deportiert 1941 Minsk ???                                                                                             |                                                                          | Eintrag auf stolpersteine-hamburg.de |
| Brahmsallee 19 ·         | Max Bundheim                               | Hier wohnte Max Bundheim Jg. 1889 deportiert 1941 Minsk ??? |                                                                          | Eintrag auf stolpersteine-hamburg.de |
| Brahmsallee 19 ·         | Paula Bundheim                             | Hier wohnte Paula Bundheim Jg. 1924 deportiert 1941 Minsk ??? |                                                                          | Eintrag auf stolpersteine-hamburg.de |
| Brahmsallee 23 ·         | Julie Cahn geb. Horwitz                    | Hier wohnte Julie Cahn geb. Horwitz Jg. 1904 eingewiesen 1940 Heilanstalt Langenhorn 'verlegt' 23.9.1940 Brandenburg ermordet 23.9.1940 'Aktion T4'                     |                                                                          | Eintrag auf stolpersteine-hamburg.de |
| Brahmsallee 24 ·         | Jeanette Baer                              | Hier wohnte Jeanette Baer Jg. 1903 deportiert 1943 Theresienstadt 1944 Auschwitz ermordet                                                                               |                                                                          | Eintrag auf stolpersteine-hamburg.de Ein weiterer Stolperstein befindet sich in der Bogenstraße 32.                                                                                         |
| Brahmsallee 24 ·         | James Lewie                                | Hier wohnte James Lewie Jg. 1884 Haft 1939–1941 deportiert 1941 Riga ermordet                                                                                           |                                                                          | Eintrag auf stolpersteine-hamburg.de Ein weiterer Stolperstein befindet sich an der Isestraße 80.                                                                                           |
| Brahmsallee 24 ·         | Anna Pulvermacher geb. Mayer               | Hier wohnte Anna Pulvermacher geb. Mayer Jg. 1872 deportiert 1942 Theresienstadt ermordet 19.8.1942                                                                     |                                                                          | Eintrag auf stolpersteine-hamburg.de |
| Brahmsallee 25 ·         | Kathy Abraham geb. Levin                   | Hier wohnte Kathy Abraham geb. Levin Jg. 1885 deportiert 1941 Łodz ermordet 1942 in Chelmno                                                                             |                                                                          | Eintrag auf stolpersteine-hamburg.de |
| Brahmsallee 25 ·         | Max Abraham                                | Hier wohnte Max Abraham Jg. 1883 Flucht 1939 Belgien deportiert Gurs interniert Drancy deportiert 1942 ermordet in Auschwitz                                            |                                                                          | Eintrag auf stolpersteine-hamburg.de |
| Brahmsallee 25 ·         | Anneliese Meyerson                         | Anneliese Meyerson Jg. 1922 deportiert 1942 Theresienstadt ermordet 24.10.1942                                                                                          |                                                                          | Eintrag auf stolpersteine-hamburg.de |
| Brahmsallee 25 ·         | Erna Meyerson geb. Gandzior                | Hier wohnte Erna Meyerson geb. Gandzior Jg. 1892 deportiert 1942 Theresienstadt ermordet 9.1.1944                                                                       |                                                                          | Eintrag auf stolpersteine-hamburg.de |
| Brahmsallee 25 ·         | Georg Meyerson                             | Hier wohnte Georg Meyerson Jg. 1884 deportiert 1942 Theresienstadt 1944 Auschwitz ermordet                                                                              |                                                                          | Eintrag auf stolpersteine-hamburg.de |
| Brahmsallee 25 ·         | Hildegard Meyerson                         | Hildegard Meyerson Jg. 1923 deportiert 1942 Theresienstadt 1944 Auschwitz ermordet                                                                                      |                                                                          | Eintrag auf stolpersteine-hamburg.de |
| Brahmsallee 25 ·         | Harriet Peyser geb. Heimann                | Hier wohnte Harriet Peyser geb. Heimann Jg. 1878 deportiert 1941 Riga ermordet                                                                                          |                                                                          | Eintrag auf stolpersteine-hamburg.de |
| Brahmsallee 25 ·         | John Rogozinski                            | Hier wohnte John Rogozinski Jg. 1885 entrechtet/gedemütigt Flucht in den Tod KZ Fuhlsbüttel 10.7.1940                                                                   |                                                                          | Eintrag auf stolpersteine-hamburg.de |
| Brahmsallee 25 ·         | Max Wagner                                 | Hier wohnte Max Wagner Jg. 1914 verhaftet 1943 Zuchthaus Bremen-Oslebshausen deportiert 1943 Auschwitz ermordet 22.2.1943                                               |                                                                          | Eintrag auf stolpersteine-hamburg.de |
| Brahmsallee 26 ·         | Ernst Bundheim                             | Hier wohnte Ernst Bundheim Jg. 1895 1940 Haft in Gurs ermordet in Majdanek                                                                                              |                                                                          | Eintrag auf stolpersteine-hamburg.de |
| Brahmsallee 26 ·         | Henriette Bundheim                         | Hier wohnte Henriette Bundheim Jg. 1890 deportiert 1943 Auschwitz ???                                                                                                   |                                                                          | Eintrag auf stolpersteine-hamburg.de |
| Brahmsallee 39 ·         | Ernst Alsberg                              | Hier wohnte Ernst Alsberg Jg. 1879 deportiert 1942 Theresienstadt ermordet 28.10.1944 Auschwitz                                                                         |                                                                          | Eintrag auf stolpersteine-hamburg.de |
| Brahmsallee 39 ·         | Gertrud Johanna Alsberg                    | Hier wohnte Gertrud Johanna Alsberg Jg. 1895 deportiert ermordet am 15.7.1942 in Auschwitz                                                                              |                                                                          | Eintrag auf stolpersteine-hamburg.de |
| Brahmsallee 39 ·         | Gerhard Lassar                             | Hier wohnte Dr. Gerhard Lassar Jg. 1888 gedemütigt/entrechtet Flucht in den Tod 6.1.1936                                                                                |                                                                          | Eintrag auf stolpersteine-hamburg.de Ein weiterer Stolperstein befindet sich in Hamburg-Rotherbaum.                                                                                         |
| Brahmsallee 39 ·         | Lane Simon                                 | Hier wohnte Lane Simon Jg. 1940 deportiert 1941 Łodz/Litzmannstadt ermordet 26.12.1941 Chelmno/Kulmhof                                                                  |                                                                          | Eintrag auf stolpersteine-hamburg.de |
| Brahmsallee 39 ·         | Antonie Simon geb. Pagener                 | Hier wohnte Antonie Simon geb. Pagener Jg. 1904 deportiert 1941 Łodz/Litzmannstadt ermordet Mai 1942 Chelmno/Kulmhof                                                    |                                                                          | Eintrag auf stolpersteine-hamburg.de |
| Brahmsallee 47 ·         | Erich Brill                                | Hier wohnte Dr. Erich Brill Jg. 1895 inhaftiert 1937–1941 KZ Fuhlsbüttel deportiert 1941 Riga ermordet 26.3.1942                                                        |                                                                          | Eintrag auf stolpersteine-hamburg.de Ein weiterer Stolperstein befindet sich in Hamburg-Neustadt.                                                                                           |
| Brahmsallee 62 ·         | Friederike Gärtner geb. Oberschitzky       | Hier wohnte Friederike Gärtner geb. Oberschitzky Jg. 1897 Polenaktion 1938 Zbaszyn Flucht Holland interniert Westerbork deportiert 1943 Sobibor ermordet 2.4.1943       |                                                                          | Eintrag auf stolpersteine-hamburg.de |
| Brahmsallee 62 ·         | Jacob Gärtner                              | Hier wohnte Jacob Gärtner Jg. 1879 Polenaktion 1938 Zbaszyn Flucht Holland interniert Westerbork deportiert 1943 Sobibor ermordet 2.4.1943                              |                                                                          | Eintrag auf stolpersteine-hamburg.de |
| Brahmsallee 62 ·         | Bertha Haas                                | Hier wohnte Bertha Haas Jg. 1875 deportiert 1942 Theresienstadt ermordet 24.11.1942                                                                                     |                                                                          | Eintrag auf stolpersteine-hamburg.de |
| Brahmsallee 62 ·         | Edgar Haas                                 | Hier wohnte Dr. Edgar Haas Jg. 1877 Berufsverbot 1.12.1938 gedemütigt/entrechtet überlebt                                                                               |                                                                          | Eintrag auf stolpersteine-hamburg.de |
| Brahmsallee 62 ·         | Saly Ernst Haas                            | Hier wohnte Saly Ernst Haas Jg. 1883 deportiert 1942 Theresienstadt 1944 Auschwitz ermordet                                                                             |                                                                          | Eintrag auf stolpersteine-hamburg.de |
| Brahmsallee 62 ·         | Moses Oskar Herz                           | Hier wohnte Moses Oskar Herz Jg. 1873 gedemütigt/entrechtet Flucht in den Tod 13.4.1939                                                                                 |                                                                          | Eintrag auf stolpersteine-hamburg.de |
| Brahmsallee 62 ·         | Maria Muskat geb. Krohl                    | Hier wohnte Maria Muskat geb. Krohl Jg. 1868 gedemütigt/entrechtet Flucht in den Tod 16.7.1942                                                                          |                                                                          | Eintrag auf stolpersteine-hamburg.de |
| Brahmsallee 62 ·         | Hilde de Vries                             | Hier wohnte Hilde de Vries Jg. 1925 deportiert 1941 Riga-Jungfernhof ermordet                                                                                           |                                                                          | Eintrag auf stolpersteine-hamburg.de |
| Brahmsallee 62 ·         | Jürgen Adolf de Vries                      | Hier wohnte Jürgen Adolf de Vries Jg. 1930 deportiert 1941 Riga-Jungfernhof ermordet                                                                                    |                                                                          | Eintrag auf stolpersteine-hamburg.de |
| Brahmsallee 62 ·         | Sophie de Vries geb. Jacobs                | Hier wohnte Sophie de Vries geb. Jacobs Jg. 1897 deportiert 1941 Riga-Jungfernhof ermordet                                                                              |                                                                          | Eintrag auf stolpersteine-hamburg.de |
| Brahmsallee 62 ·         | Wilhelm de Vries                           | Hier wohnte Wilhelm de Vries Jg. 1927 deportiert 1941 Riga-Jungfernhof ermordet                                                                                         |                                                                          | Eintrag auf stolpersteine-hamburg.de |
| Brahmsallee 80 ·         | Clara Stern geb. Joseephy                  | Hier wohnte Clara Stern geb. Joseephy Jg. 1877 Flucht 1934 USA |                                                                          | Eintrag auf stolpersteine-hamburg.de |
| Brahmsallee 80 ·         | William Stern                              | Hier wohnte William Stern Jg. 1871 Flucht 1934 USA tot 27.3.1938 Durham                                                                                                 |                                                                          | Eintrag auf stolpersteine-hamburg.de |
| Eppendorfer Baum 3 ·     | Grete de Levie                             | Hier wohnte Grete de Levie Jg. 1906 deportiert 1941 Łodz ermordet |                                                                          | Eintrag auf stolpersteine-hamburg.de |
| Eppendorfer Baum 3 ·     | Ernst Lychenheim                           | Hier wohnte Ernst Lychenheim Jg. 1877 deportiert 1943 aus Holland nach Sobibor ???                                                                                      |                                                                          | Eintrag auf stolpersteine-hamburg.de |
| Eppendorfer Baum 3 ·     | Mathilda 'Tilly'Lychenheim geb. Hirsch     | Hier wohnte Mathilda 'Tilly' Lychenheim geb. Hirsch Jg. 1886 deportiert 1943 aus Holland nach Sobibor – ???                                                             |                                                                          | Eintrag auf stolpersteine-hamburg.de |
| Eppendorfer Baum 4 ·     | Edith Rosenberg geb. Scherer               | Hier wohnte Edith Rosenberg geb. Scherer Jg. 1894 deportiert 1941 Łodz ermordet                                                                                         |                                                                          | Eintrag auf stolpersteine-hamburg.de |
| Eppendorfer Baum 4 ·     | Julius Rosenberg                           | Hier wohnte Julius Rosenberg Jg. 1884 deportiert 1941 Łodz ermordet |                                                                          | Eintrag auf stolpersteine-hamburg.de |
| Eppendorfer Baum 4 ·     | Marianne Weinberg geb. Gottschalk          | Hier wohnte Marianne Weinberg geb. Gottschalk Jg. 1850 gedemütigt/entrechtet Flucht in den Tod 16.10.1942                                                               |                                                                          | Eintrag auf stolpersteine-hamburg.de |
| Eppendorfer Baum 5 ·     | Julius Heilbrunn                           | Hier wohnte Julius Heilbrunn Jg. 1906 deportiert 1941 Łodz ermordet |                                                                          | Eintrag auf stolpersteine-hamburg.de |
| Eppendorfer Baum 5 ·     | Helene Heymann geb. Müller                 | Hier wohnte Helene Heymann geb. Müller Jg. 1885 deportiert 1941 Minsk ermordet                                                                                          |                                                                          | Eintrag auf stolpersteine-hamburg.de |
| Eppendorfer Baum 5 ·     | Heyman Heymann                             | Hier wohnte Heyman Heymann Jg. 1878 deportiert 1941 Minsk ermordet |                                                                          | Eintrag auf stolpersteine-hamburg.de |
| Eppendorfer Baum 5 ·     | Lotte Heymann                              | Hier wohnte Lotte Heymann Jg. 1912 deportiert 1941 Minsk ermordet |                                                                          | Eintrag auf stolpersteine-hamburg.de |
| Eppendorfer Baum 6 ·     | Etel Bernstein geb. Bernfeld               | Hier wohnte Etel Bernstein geb. Bernfeld Jg. 1887 deportiert 1942 Theresienstadt ermordet 15.5.1944                                                                     |                                                                          | Eintrag auf stolpersteine-hamburg.de |
| Eppendorfer Baum 6 ·     | Nathan Hersch Bernstein                    | Hier wohnte Nathan Hersch Bernstein Jg. 1873 deportiert 1942 Theresienstadt ermordet 17.4.1943                                                                          |                                                                          | Eintrag auf stolpersteine-hamburg.de |
| Eppendorfer Baum 6 ·     | Adolph Rubensohn                           | Hier wohnte Adolph Rubensohn Jg. 1870 gedemütigt/entrechtet Flucht in den Tod 8.6.1938                                                                                  |                                                                          | Eintrag auf stolpersteine-hamburg.de |
| Eppendorfer Baum 6 ·     | Frania Lustgarten geb. Krämer              | Hier wohnte Frania Lustgarten geb. Krämer Jg. 1892 ausgewiesen 1938 Zbaszyn/Polen ???                                                                                   |                                                                          | Eintrag auf stolpersteine-hamburg.de |
| Eppendorfer Baum 6 ·     | Margot Regensberg                          | Hier wohnte Margot Regensberg Jg. 1915 deportiert 1942 Theresienstadt ermordet 23.1.1943 Auschwitz                                                                      |                                                                          | Eintrag auf stolpersteine-hamburg.de |
| Eppendorfer Baum 7 ·     | Leo Jesaiah Luria de Lemos                 | Hier wohnte Leo Jesaiah Luria de Lemos Jg. 1865 deportiert 1942 Theresienstadt ermordet 2.1.1943                                                                        |                                                                          | Eintrag auf stolpersteine-hamburg.de |
| Eppendorfer Baum 9 ·     | Käthe Haas geb. Marcus                     | Hier wohnte Käthe Haas geb. Marcus Jg. 1909 deportiert 1941 Minsk ermordet                                                                                              |                                                                          | Eintrag auf stolpersteine-hamburg.de |
| Eppendorfer Baum 10 ·    | Fanny Berlin geb. Meyer                    | Hier wohnte Fanny Berlin geb. Meyer Jg. 1878 deportiert 1941 Riga ermordet                                                                                              |                                                                          | Eintrag auf stolpersteine-hamburg.de Ein weiterer Stolperstein befindet sich in Hamburg-Ohlsdorf.                                                                                           |
| Eppendorfer Baum 10 ·    | Thekla Bornstein geb. Borchardt            | Hier wohnte Thekla Bornstein geb. Borchardt Jg. 1872 deportiert 1942 Theresienstadt ermordet 27.1.1943                                                                  |                                                                          | Eintrag auf stolpersteine-hamburg.de |
| Eppendorfer Baum 10 ·    | Paula Gans                                 | Hier wohnte Paula Gans Jg. 1883 gedemütigt/entrechtet Flucht in den Tod 7.11.1941                                                                                       |                                                                          | Eintrag auf stolpersteine-hamburg.de |
| Eppendorfer Baum 10 ·    | Richard Gans                               | Hier wohnte Richard Gans Jg. 1877 deportiert 1941 ermordet in Minsk |                                                                          | Eintrag auf stolpersteine-hamburg.de |
| Eppendorfer Baum 10 ·    | Hedwig Weiss geb. Seckel                   | Hier wohnte Hedwig Weiss geb. Seckel Jg. 1877 deportiert 1941 ermordet in Riga                                                                                          |                                                                          | Eintrag auf stolpersteine-hamburg.de |
| Eppendorfer Baum 10 ·    | Dan Wolf                                   | Hier wohnte Dan Wolf Jg. 1939 deportiert 1941 Riga ermordet |                                                                          | Eintrag auf stolpersteine-hamburg.de |
| Eppendorfer Baum 10 ·    | Olga Wolf                                  | Hier wohnte Olga Wolf Jg. 1910 deportiert 1941 Riga ermordet |                                                                          | Eintrag auf stolpersteine-hamburg.de |
| Eppendorfer Baum 10 ·    | Hans Beer                                  | Hier wohnte Hans Beer Jg. 1896 'Schutzhaft’ 1938 Sachsenhausen deportiert 1941 Łodz/Litzmannstadt ermordet 29.7.1942                                                    |                                                                          | Eintrag auf stolpersteine-hamburg.de |
| Eppendorfer Baum 10 ·    | Heinz Beer                                 | Hier wohnte Heinz Beer Jg. 1935 deportiert 1941 ermordet in Łodz/Litzmannstadt                                                                                          |                                                                          | Eintrag auf stolpersteine-hamburg.de |
| Eppendorfer Baum 10 ·    | Margot Beer geb. Katzenstein               | Hier wohnte Margot Beer geb. Katzenstein Jg. 1903 deportiert 1941 ermordet in Łodz/Litzmannstadt                                                                        |                                                                          | Eintrag auf stolpersteine-hamburg.de |
| Eppendorfer Baum 11 ·    | Eva Burchard                               | Hier wohnte Eva Burchard Jg. 1917 deportiert 1941 Ghetto Minsk ermordet                                                                                                 |                                                                          | Eintrag auf stolpersteine-hamburg.de |
| Eppendorfer Baum 11 ·    | Johanna Burchard geb. Köster               | Hier wohnte Johanna Burchard geb. Köster Jg. 1889 deportiert 1941 Ghetto Minsk ermordet                                                                                 |                                                                          | Eintrag auf stolpersteine-hamburg.de |
| Eppendorfer Baum 11 ·    | Max Burchard                               | Hier wohnte Max Burchard Jg. 1877 deportiert 1941 Ghetto Minsk ermordet                                                                                                 |                                                                          | Eintrag auf stolpersteine-hamburg.de |
| Eppendorfer Baum 11 ·    | Anna Loewenberg                            | Hier wohnte Anna Loewenberg Jg. 1891 deportiert 1941 Minsk ermordet |                                                                          | Eintrag auf stolpersteine-hamburg.de |
| Eppendorfer Baum 11 ·    | Paul Loewenberg                            | Hier wohnte Paul Loewenberg Jg. 1886 deportiert 1941 Minsk ermordet |                                                                          | Eintrag auf stolpersteine-hamburg.de |
| Eppendorfer Baum 11 ·    | Ida Löwenstein geb. Löwy                   | Hier wohnte Ida Löwenstein geb. Löwy Jg. 1887 deportiert 1941 Minsk ermordet                                                                                            |                                                                          | Eintrag auf stolpersteine-hamburg.de |
| Eppendorfer Baum 11 ·    | Hugo Löwenstein                            | Hier wohnte Hugo Löwenstein Jg. 1879 deportiert 1941 Minsk ermordet |                                                                          | Eintrag auf stolpersteine-hamburg.de |
| Eppendorfer Baum 13 ·    | Selma Heymann                              | Hier wohnte Selma Heymann Jg. 1893 gedemütigt/entrechtet Flucht in den Tod 3.12.1941                                                                                    |                                                                          | Eintrag auf stolpersteine-hamburg.de |
| Eppendorfer Baum 13 ·    | Ida Löwenberg geb. Liepmann                | Hier wohnte Ida Löwenberg geb. Liepmann Jg. 1861 deportiert 1942 Theresienstadt 1942 Treblinka ermordet                                                                 |                                                                          | Eintrag auf stolpersteine-hamburg.de |
| Eppendorfer Baum 14 ·    | Senta Felixbrodt geb. Kriewer              | Hier wohnte Senta Felixbrodt geb. Kriewer Jg. 1900 deportiert 1941 Łodz 1942 weiterdeportiert ermordet                                                                  |                                                                          | Eintrag auf stolpersteine-hamburg.de |
| Eppendorfer Baum 14 ·    | Gretchen Eva Labowsky                      | Hier wohnte Gretchen Eva Labowsky Jg. 1881 gedemütigt/entrechtet Flucht in den Tod 25.10.1941                                                                           |                                                                          | Eintrag auf stolpersteine-hamburg.de |
| Eppendorfer Baum 18 ·    | Selma Ehrenhaus geb. Fröschel              | Hier wohnte Selma Ehrenhaus geb. Fröschel Jg. 1879 deportiert 1942 Theresienstadt ermordet 5.4.1943                                                                     |                                                                          | Eintrag auf stolpersteine-hamburg.de |
| Eppendorfer Baum 18 ·    | Walter Ehrenhaus                           | Hier wohnte Walter Ehrenhaus Jg. 1872 deportiert 1942 Theresienstadt ermordet 3.1.1943                                                                                  |                                                                          | Eintrag auf stolpersteine-hamburg.de |
| Eppendorfer Baum 18 ·    | Johanna Fröschel                           | Hier wohnte Johanna Fröschel Jg. 1877 deportiert 1942 Theresienstadt Treblinka ermordet                                                                                 |                                                                          | Eintrag auf stolpersteine-hamburg.de |
| Eppendorfer Baum 19 ·    | Alice Cohn geb. Gottschalk                 | Hier wohnte Alice Cohn geb. Gottschalk Jg. 1887 deportiert 1941 Minsk ermordet                                                                                          |                                                                          | Eintrag auf stolpersteine-hamburg.de |
| Eppendorfer Baum 19 ·    | Anna Franziska Cohn                        | Hier wohnte Anna Franziska Cohn Jg. 1879 deportiert 1941 Minsk ermordet                                                                                                 |                                                                          | Eintrag auf stolpersteine-hamburg.de |
| Eppendorfer Baum 19 ·    | Siegmund Cohn                              | Hier wohnte Siegmund Cohn Jg. 1878 deportiert 1941 Minsk ermordet |                                                                          | Eintrag auf stolpersteine-hamburg.de |
| Frauenthal 9 ·           | Katharina Cohn geb. Aufrecht               | Hier wohnte Katharina Cohn geb. Aufrecht Jg. 1882 deportiert 1941 Riga ???                                                                                              |                                                                          | Eintrag auf stolpersteine-hamburg.de |
| Frauenthal 9 ·           | Edith Singer                               | Hier wohnte Edith Singer Jg. 1889 deportiert 1941 Łodz weiterdeportiert 7.7.1944 ???                                                                                    |                                                                          | Eintrag auf stolpersteine-hamburg.de |
| Frauenthal 9 ·           | Katharine Tradelius geb. Lappe             | Hier wohnte Katharine Tradelius geb. Lappe Jg. 1890 deportiert 1941 Riga ???                                                                                            |                                                                          | Eintrag auf stolpersteine-hamburg.de |
| Frauenthal 13 ·          | Benno Hirschfeld                           | Hier wohnte Benno Hirschfeld Jg. 1879 verhaftet 1943 KZ Fuhlsbüttel deportiert 1943 Auschwitz ermordet 10.4.1945 Buchenwald                                             |                                                                          | Eintrag auf stolpersteine-hamburg.de Ein weiterer Stolperstein befindet sich in Hamburg-Neustadt.                                                                                           |
| Frauenthal 13 ·          | Kurt Manfred Hirschfeld                    | Hier wohnte Kurt Manfred Hirschfeld Jg. 1922 verhaftet 1944 KZ Fuhlsbüttel 1944 Neuengamme ermordet 28.1.1945                                                           |                                                                          | Eintrag auf stolpersteine-hamburg.de Ein weiterer Stolperstein befindet sich in Hamburg-Neustadt.                                                                                           |
| Grindelberg 1 ·          | Julius Speyer-Kleeberg                     | Hier wohnte Julius Speyer-Kleeberg Jg. 1859 deportiert 1943 Theresienstadt ermordet 21.6.1943                                                                           |                                                                          | Eintrag auf stolpersteine-hamburg.de |
| Grindelberg 3 ·          | Johanna Meyer geb. Hirsch                  | Hier wohnte Johanna Meyer geb. Hirsch Jg. 1875 deportiert 1942 Theresienstadt 1944 Auschwitz ???                                                                        |                                                                          | Eintrag auf stolpersteine-hamburg.de |
| Grindelberg 3a ·         | Minna Mathias geb. Rosenthal               | Hier wohnte Minna Mathias geb. Rosenthal Jg. 1895 deportiert 1941 ermordet in Minsk                                                                                     |                                                                          | Eintrag auf stolpersteine-hamburg.de |
| Grindelberg 3a ·         | Vera Mathias                               | Hier wohnte Vera Mathias Jg. 1923 deportiert 1941 ermordet in Minsk |                                                                          | Eintrag auf stolpersteine-hamburg.de |
| Grindelberg 3a ·         | Willy Mathias                              | Hier wohnte Willy Mathias Jg. 1886 deportiert 1941 Minsk ermordet in Auschwitz                                                                                          |                                                                          | Eintrag auf stolpersteine-hamburg.de |
| Grindelberg 5–7 ·        | Rosa Rehfeldt geb. Goldberger              | Hier wohnte Rosa Rehfeldt geb. Goldberger Jg. 1870 eingewiesen 1939 Heilanstalt Langenhorn 'verlegt' 23.9.1940 Brandenburg ermordet 23.9.1940 'Aktion T4'               |                                                                          | Eintrag auf stolpersteine-hamburg.de liegt vor Nr. 7 |
| Grindelberg 7 ·          | Kaatje Benninga                            | Hier wohnte Dr. Kaatje Benninga Jg. 1898 Flucht – Holland deportiert Sobibor ???                                                                                        |                                                                          | Eintrag auf stolpersteine-hamburg.de Ein weiterer Stolperstein befindet sich in Hamburg-Rothenburgsort.                                                                                     |
| Grindelberg 7 ·          | Else Marcus geb. Koppel                    | Hier wohnte Else Marcus geb. Koppel Jg. 1906 deportiert 1941 Minsk ermordet                                                                                             |                                                                          | Eintrag auf stolpersteine-hamburg.de |
| Grindelberg 7 ·          | Julius Marcus                              | Hier wohnte Julius Marcus Jg. 1904 deportiert 1941 Minsk ermordet |                                                                          | Eintrag auf stolpersteine-hamburg.de |
| Grindelberg 7 ·          | Marion Marcus                              | Hier wohnte Marion Marcus Jg. 1929 deportiert 1941 Minsk ??? |                                                                          | Eintrag auf stolpersteine-hamburg.de |
| Grindelberg ggü. Nr. 7 · | Adelheide Singer geb. Gradenwitz           | Hier wohnte Adelheide Singer geb. Gradenwitz Jg. 1886 deportiert 1941 ermordet in Minsk                                                                                 |                                                                          | Eintrag auf stolpersteine-hamburg.de |
| Grindelberg 9 ·          | Max Samuel                                 | Hier wohnte Max Samuel Jg. 1924 deportiert 1941 Riga ermordet |                                                                          | Eintrag auf stolpersteine-hamburg.de |
| Grindelberg 9 ·          | Sara Selma Samuel                          | Hier wohnte Sara Selma Samuel geb. Stock Jg. 1883 deportiert 1941 Riga ermordet                                                                                         |                                                                          | Eintrag auf stolpersteine-hamburg.de |
| Grindelberg 45 ·         | Jonas Abraham Wehl                         | Hier wohnte Jonas Abraham Wehl Jg. 1878 Flucht 1938 Holland interniert Westerbork deportiert 1943 Sobibor ermordet 26.3.1943                                            |                                                                          | Eintrag auf stolpersteine-hamburg.de |
| Grindelberg 45 ·         | Lina Wehl geb. Bleiweiss                   | Hier wohnte Lina Wehl geb. Bleiweiss Jg. 1876 eingewiesen 1940 Heilanstalt Langenhorn ‚verlegt‘ 23.9.1940 Brandenburg ermordet 23.9.1940 ‚Aktion T4‘                    |                                                                          | Eintrag auf stolpersteine-hamburg.de |
| Grindelberg 45 ·         | Klara Wolfsohn geb. Freundlich             | Hier wohnte Klara Wolfsohn geb. Freundlich Jg. 1879 deportiert 1941 Ghetto Minsk ermordet                                                                               |                                                                          | Eintrag auf stolpersteine-hamburg.de |
| Grindelberg 61 ·         | Itka Ida Goldschmidt geb. Wigdorowitsch    | Hier wohnte Itka Ida Goldschmidt geb. Wigdorowitsch Jg. 1891 deportiert 1941 ermordet in Riga                                                                           |                                                                          | Eintrag auf stolpersteine-hamburg.de |
| Grindelberg 61 ·         | Margot Goldschmidt                         | Hier wohnte Margot Goldschmidt Jg. 1927 deportiert 1941 ermordet in Riga                                                                                                |                                                                          | Eintrag auf stolpersteine-hamburg.de |
| Grindelberg 61 ·         | Wolff Goldschmidt                          | Hier wohnte Wolff Goldschmidt Jg. 1887 'Schutzhaft' 1938 Sachsenhausen deportiert 1941 ermordet in Riga                                                                 |                                                                          | Eintrag auf stolpersteine-hamburg.de |
| Grindelberg 66 ·         | Henriette Nathan geb. Levy                 | Hier wohnte Henriette Nathan geb. Levy Jg. 1877 deportiert 1942 ermordet in Auschwitz                                                                                   |                                                                          | Eintrag auf stolpersteine-hamburg.de |
| Grindelberg 66 ·         | Marcus Nathan                              | Hier wohnte Marcus Nathan Jg. 1877 deportiert 1942 ermordet in Auschwitz                                                                                                |                                                                          | Eintrag auf stolpersteine-hamburg.de |
| Grindelberg 74a ·        | Baszion Aron geb. Heimann                  | Hier wohnte Baszion Aron geb. Heimann Jg. 1893 deportiert 1941 Łodz/Litzmannstadt ermordet Sept. 1942 Chelmno/Kulmhof                                                   |                                                                          | Eintrag auf stolpersteine-hamburg.de |
| Grindelberg 74a ·        | Siegmund Aron                              | Hier wohnte Siegmund Aron Jg. 1883 deportiert 1941 Łodz/Litzmannstadt ermordet 4.9.1942                                                                                 |                                                                          | Eintrag auf stolpersteine-hamburg.de |
| Grindelberg 74a ·        | Alice Fränkel geb. Rosenberg               | Hier wohnte Alice Fränkel geb. Rosenberg Jg. 1903 deportiert 1941 ermordet in Minsk                                                                                     |                                                                          | Eintrag auf stolpersteine-hamburg.de |
| Grindelberg 74a ·        | Marcus Fränkel                             | Hier wohnte Marcus Fränkel Jg. 1890 'Schutzhaft' 1938 Sachsenhausen deportiert 1941 ermordet in Minsk                                                                   |                                                                          | Eintrag auf stolpersteine-hamburg.de |
| Grindelberg 74a ·        | Mosche Fränkel                             | Hier wohnte Mosche Fränkel Jg. 1940 deportiert 1941 ermordet in Minsk                                                                                                   |                                                                          | Eintrag auf stolpersteine-hamburg.de |
| Grindelberg 77 ·         | Albert Glaser                              | Hier wohnte Albert Glaser Jg. 1866 deportiert 1943 Theresienstadt 1943 Auschwitz ermordet                                                                               |                                                                          | Eintrag auf stolpersteine-hamburg.de |
| Grindelberg 77 ·         | Rebecka Glaser                             | Hier wohnte Rebecka Glaser Jg. 1879 deportiert 1943 Theresienstadt ermordet 31.8.1943                                                                                   |                                                                          | Eintrag auf stolpersteine-hamburg.de |
| Grindelberg 77 ·         | Bernhard Kahn                              | Hier wohnte Bernhard Kahn Jg. 1927 Flucht – Holland deportiert 1944 Bergen-Belsen tot 27.2.1945                                                                         |                                                                          | Eintrag auf stolpersteine-hamburg.de |
| Grindelberg 77 ·         | Hanne Kahn                                 | Hier wohnte Hanne Kahn Jg. 1923 Flucht / Holland deportiert 1942 Auschwitz ermordet 30.9.1942                                                                           |                                                                          | Eintrag auf stolpersteine-hamburg.de |
| Grindelberg 77 ·         | Hertha Kahn geb. Flörsheim                 | Hier wohnte Hertha Kahn geb. Flörsheim Jg. 1897 Flucht – Holland deportiert 1942 Auschwitz ermordet 30.9.1942                                                           |                                                                          | Eintrag auf stolpersteine-hamburg.de |
| Grindelberg 77 ·         | Mirjam Kahn                                | Hier wohnte Mirjam Kahn Jg. 1926 Flucht – Holland deportiert 1942 Auschwitz ermordet 30.9.1942                                                                          |                                                                          | Eintrag auf stolpersteine-hamburg.de |
| Grindelberg 77 ·         | Salomon Kahn                               | Hier wohnte Salomon Kahn Jg. 1890 Flucht – Holland deportiert Auschwitz tot 29.3.1945 in Bergen-Belsen                                                                  |                                                                          | Eintrag auf stolpersteine-hamburg.de |
| Grindelberg 77 ·         | Hermann Kapost                             | Hier wohnte Hermann Kapost Jg. 1887 eingewiesen 1941 Heilanstalt Langenhorn Jacoby’sche Anstalt Bendorf-Sayn deportiert 1942 ermordet in Krasniczyn                     |                                                                          | Eintrag auf stolpersteine-hamburg.de |
| Grindelberg 77 ·         | Inge Löhnberg                              | Hier wohnte Inge Löhnberg Jg. 1923 Kindertransport 1939 England |                                                                          | Eintrag auf stolpersteine-hamburg.de |
| Grindelberg 80 ·         | Herbert Rosenberg                          | Hier wohnte Herbert Rosenberg Jg. 1911 ‚Schutzhaft‘ 1938 Zuchthaus Bremen verhaftet 1941 KZ Fuhlsbüttel 1942 Neuengamme ermordet 26.6.1942                              |                                                                          | Eintrag auf stolpersteine-hamburg.de |
| Grindelberg 80 ·         | Werner Rosenberg                           | Hier wohnte Werner Rosenberg Jg. 1910 ‚Schutzhaft‘ 1938 Zuchthaus Bremen deportiert 1943 Auschwitz Mauthausen befreit tot 7.5.1945                                      |                                                                          | Eintrag auf stolpersteine-hamburg.de |
| Grindelberg 90 ·         | Berl Beit                                  | Hier wohnte Berl Beit Jg. 1941 deportiert 1943 Theresienstadt 1944 Auschwitz ermordet                                                                                   |                                                                          | Eintrag auf stolpersteine-hamburg.de Ein weiterer Stolperstein befindet sich in Hamburg-Eimsbüttel.                                                                                         |
| Grindelberg 90 ·         | Bertha Beit geb. Abrahams                  | Hier wohnte Bertha Beit geb. Abrahams Jg. 1913 deportiert 1943 Theresienstadt 1944 Auschwitz ermordet                                                                   |                                                                          | Eintrag auf stolpersteine-hamburg.de |
| Grindelberg 90 ·         | Werner Beit                                | Hier wohnte Werner Beit Jg. 1917 deportiert 1943 Theresienstadt 1944 Auschwitz ermordet                                                                                 |                                                                          | Eintrag auf stolpersteine-hamburg.de |
| Grindelberg 90 ·         | Louise Loevy                               | Hier wohnte Louise Loevy Jg. 1881 deportiert 1941 Riga ermordet |                                                                          | Eintrag auf stolpersteine-hamburg.de |
| Grindelberg 90 ·         | Sophie Loevy                               | Hier wohnte Sophie Loevy Jg. 1886 deportiert 1941 Riga ermordet |                                                                          | Eintrag auf stolpersteine-hamburg.de |
| Grindelberg 90 ·         | Vera Neustadt                              | Hier wohnte Vera Neustadt Jg. 1898 deportiert 1941 Riga ermordet |                                                                          | Eintrag auf stolpersteine-hamburg.de |
| Grindelberg 90 ·         | Aron Adolf Stoppelmann                     | Hier wohnte Aron Adolf Stoppelmann Jg. 1894 Flucht 1939 Holland deportiert 1943 KZ Bergen-Belsen ermordet 23.4.1945                                                     |                                                                          | Eintrag auf stolpersteine-hamburg.de |
| Grindelberg 90 ·         | Paula Stoppelmann geb. Delmonte            | Hier wohnte Paula Stoppelmann geb. Delmonte Jg. 1896 Flucht 1939 Holland deportiert 1943 KZ Bergen-Belsen ermordet 6.11.1944                                            |                                                                          | Eintrag auf stolpersteine-hamburg.de |
| Grindelberg 90 ·         | Leonhard Weinberg                          | Hier wohnte Leonhard Weinberg Jg. 1893 verhaftet 1941 KZ Neuengamme ermordet 26.6.1942                                                                                  |                                                                          | Eintrag auf stolpersteine-hamburg.de |
| Hagedornstraße 14 ·      | Gertrud Samson                             | Hier wohnte Dr. Gertrud Samson Jg. 1893 Flucht 1939 England |                                                                          | Eintrag auf stolpersteine-hamburg.de |
| Hagedornstraße 18 ·      | Ella Blumenthal geb. Samuel                | Hier wohnte Ella Blumenthal geb. Samuel Jg. 1877 deportiert 1941 Riga ???                                                                                               |                                                                          | Eintrag auf stolpersteine-hamburg.de |
| Hagedornstraße 18 ·      | Hermann Blumenthal                         | Hier wohnte Hermann Blumenthal Jg. 1873 deportiert 1941 Riga ??? |                                                                          | Eintrag auf stolpersteine-hamburg.de |
| Hagedornstraße 18 ·      | Käthe Blumenthal geb. Simon                | Hier wohnte Käthe Blumenthal geb. Simon Jg. 1904 deportiert 1941 Łodz ???                                                                                               |                                                                          | Eintrag auf stolpersteine-hamburg.de |
| Hagedornstraße 18 ·      | Kurt Blumenthal                            | Hier wohnte Kurt Blumenthal Jg. 1907 deportiert 1941 Łodz tot 15.7.1942                                                                                                 |                                                                          | Eintrag auf stolpersteine-hamburg.de |
| Hagedornstraße 18 ·      | Edith Marcus                               | Hier wohnte Edith Marcus Jg. 1888 deportiert 1941 Riga ??? |                                                                          | Eintrag auf stolpersteine-hamburg.de |
| Hagedornstraße 18 ·      | Helene Marcus geb. Frank                   | Hier wohnte Helene Marcus geb. Frank Jg. 1857 deportiert 1941 Riga ???                                                                                                  |                                                                          | Eintrag auf stolpersteine-hamburg.de |
| Hagedornstraße 22 ·      | Ellen Ruth Haymann                         | Hier wohnte Ellen Ruth Haymann Jg. 1917 deportiert 1943 ermordet in Sobibor                                                                                             |                                                                          | Eintrag auf stolpersteine-hamburg.de |
| Hagedornstraße 22 ·      | Gertrud Ella Haymann geb. Loeser           | Hier wohnte Gertrud Ella Haymann geb. Loeser Jg. 1889 deportiert 1942 ermordet in Sobibor                                                                               |                                                                          | Eintrag auf stolpersteine-hamburg.de |
| Hagedornstraße 22 ·      | Ludwig Haymann                             | Hier wohnte Ludwig Haymann Jg. 1880 deportiert 1942 ermordet in Sobibor                                                                                                 |                                                                          | Eintrag auf stolpersteine-hamburg.de |
| Hagedornstraße 31 ·      | Wolf Kruszynski                            | Hier wohnte Wolf Kruszynski Jg. 1874 gedemütigt/entrechtet Flucht in den Tod 29.11.1939                                                                                 |                                                                          | Eintrag auf stolpersteine-hamburg.de |
| Hagedornstraße 31 ·      | Olga Löwengard                             | Hier wohnte Olga Löwengard Jg. 1864 deportiert 1942 Theresienstadt ermordet 12.11.1942                                                                                  |                                                                          | Eintrag auf stolpersteine-hamburg.de |
| Hagedornstraße 47 ·      | Bertha Jacobson geb. Lehmann               | Hier wohnte Bertha Jacobson geb. Lehmann Jg. 1897 Flucht 1938 Holland 1944 Theresienstadt Auschwitz ermordet 7.12.1944 Stutthof                                         |                                                                          | Eintrag auf stolpersteine-hamburg.de Bertha Jacobson ist die Stiefmutter von Ellen Henriette Jacobson.                                                                                      |
| Hagedornstraße 47 ·      | Ellen Henriette Jacobson                   | Hier wohnte Ellen Henriette Jacobson Jg. 1927 Flucht 1938 Holland 1944 Theresienstadt Auschwitz ermordet 25.11.1944 Stutthof                                            |                                                                          | Eintrag auf stolpersteine-hamburg.de. Ellen Jacobson ist die Tochter von Paula Jacobson (1899–1934, siehe Stolpersteine in Winterhude) und die Enkeltochter des Architekten Ernst Friedheim |
| Hagedornstraße 47 ·      | Ernst Jacobson                             | Hier wohnte Ernst Jacobson Jg. 1891 ‚Schutzhaft‘ 1938 Sachsenhausen Flucht 1938 Holland tot an Haftfolgen 4. Jan. 1939 Amsterdam                                        |                                                                          | Eintrag auf stolpersteine-hamburg.de |
| Hagedornstraße 49 ·      | Johanna Marx geb. Müller                   | Hier wohnte Johanna Marx geb. Müller Jg. 1867 deportiert 1942 Theresienstadt verschollen in Minsk                                                                       |                                                                          | Eintrag auf stolpersteine-hamburg.de |
| Hagedornstraße 51 ·      | Gertrud Bromberg                           | Hier wohnte Gertrud Bromberg Jg. 1879 deportiert 1941 Minsk ??? |                                                                          | Eintrag auf stolpersteine-hamburg.de |
| Hagedornstraße 51 ·      | Herbert Kaftal                             | Hier wohnte Herbert Kaftal Jg. 1894 deportiert 1941 Minsk ??? |                                                                          | Eintrag auf stolpersteine-hamburg.de Ein weiterer Stolperstein befindet sich in Hamburg-Winterhude.                                                                                         |
| Hagedornstraße 51 ·      | Hermann Kaftal                             | Hier wohnte Hermann Kaftal Jg. 1929 deportiert 1941 Minsk ??? |                                                                          | Eintrag auf stolpersteine-hamburg.de Weitere Stolpersteine befinden sich in Hamburg-Winterhude.                                                                                             |
| Hagedornstraße 51 ·      | Margaritha Kaftal geb. Meier               | Hier wohnte Margaritha Kaftal geb. Meier Jg. 1902 deportiert 1941 Minsk ???                                                                                             |                                                                          | Eintrag auf stolpersteine-hamburg.de Ein weiterer Stolperstein befindet sich in Hamburg-Winterhude.                                                                                         |
| Hagedornstraße 51 ·      | Elisabeth Rebecca Vogel geb. Wolf          | Hier wohnte Elisabeth Rebecca Vogel geb. Wolf Jg. 1878 1942 KZ Fuhlsbüttel deportiert 1942 Auschwitz ???                                                                |                                                                          | Eintrag auf stolpersteine-hamburg.de Ein weiterer Stolperstein befindet sich in Hamburg-Winterhude.                                                                                         |
| Hallerstraße 1 ·         | Margot Schafheimer geb. Kayser             | Hier wohnte Margot Schafheimer geb. Kayser Jg. 1910 Flucht 1939 Holland interniert Westerbork deportiert 1942 Auschwitz ermordet 17.7.1942                              |                                                                          | Eintrag auf stolpersteine-hamburg.de |
| Hallerstraße 1–3 ·       | Hermann Naphtali Auerbach                  | Hier wohnte Hermann Naphtali Auerbach Jg. 1908 Flucht 1938 Holland interniert Westerbork deportiert 1943 Sobibor ermordet 23.7.1943                                     |                                                                          | Eintrag auf stolpersteine-hamburg.de |
| Hallerstraße 1–3 ·       | Jacob Auerbach                             | Hier wohnte Jacob Auerbach Jg. 1914 Flucht 1938 Holland interniert Westerbork deportiert 1942 Auschwitz ermordet 31.1.1943                                              | Stolperstein Hallerstraße 1 (Jacob Auerbach) in Hamburg-Harvestehude.jpg | Eintrag auf stolpersteine-hamburg.de |
| Hallerstraße 1–3 ·       | Joseph Auerbach                            | Hier wohnte Joseph Auerbach Jg. 1872 deportiert 1942 Theresienstadt ermordet 25.1.1943                                                                                  |                                                                          | Eintrag auf stolpersteine-hamburg.de |
| Hallerstraße 1–3 ·       | Lea Auerbach                               | Hier wohnte Lea Auerbach Jg. 1911 deportiert 1941 Riga/Jungfernhof ermordet 1942                                                                                        |                                                                          | Eintrag auf stolpersteine-hamburg.de |
| Hallerstraße 1–3 ·       | Rachel Auerbach                            | Hier wohnte Rachel Auerbach Jg. 1921 Flucht 1939 Holland interniert Westerbork deportiert 1944 Theresienstadt 1944 Auschwitz ermordet                                   |                                                                          | Eintrag auf stolpersteine-hamburg.de |
| Hallerstraße 1–3 ·       | Rosalie Rosa Auerbach geb. Cahn            | Hier wohnte Rosalie Rosa Auerbach geb. Cahn Jg.1885 deportiert 1942 Theresienstadt 1944 Auschwitz ermordet                                                              |                                                                          | Eintrag auf stolpersteine-hamburg.de |
| Hallerstraße 3 ·         | Clara Bloemendal geb. Hähnlein             | Hier wohnte Clara Bloemendal geb. Hähnlein Jg. 1911 Flucht 1938 Holland interniert Westerbork deportiert 1943 Auschwitz ermordet 30.11.1943                             |                                                                          | Eintrag auf stolpersteine-hamburg.de |
| Hallerstraße 3 ·         | Elsa Bruns geb. Hirsch                     | Hier wohnte Elsa Bruns geb. Hirsch Jg. 1890 deportiert 1941 Riga ermordet                                                                                               |                                                                          | Eintrag auf stolpersteine-hamburg.de Der Stolperstein liegt etwas westlich der übrigen Stolpersteine zu Hausnummer 3 beim Stolperstein für Hausnummer 1.                                    |
| Hallerstraße 3 ·         | Leon Ekert                                 | Hier wohnte Leon Ekert Jg. 1867 deportiert 1942 Theresienstadt ermordet 3.10.1942                                                                                       |                                                                          | Eintrag auf stolpersteine-hamburg.de |
| Hallerstraße 3 ·         | Maximilian Ekert                           | Hier wohnte Maximilian Ekert Jg. 1865 gedemütigt/entrechtet Flucht in den Tod 18. Juli 1942                                                                             |                                                                          | Eintrag auf stolpersteine-hamburg.de |
| Hallerstraße 3 ·         | Betty Hahn geb. Grünbaum                   | Hier wohnte Betty Hahn geb. Grünbaum Jg. 1883 deportiert 1942 Theresienstadt 1942 Treblinka ermordet                                                                    |                                                                          | Eintrag auf stolpersteine-hamburg.de |
| Hallerstraße 3 ·         | Nathan Hahn                                | Hier wohnte Nathan Hahn Jg. 1868 deportiert 1942 Theresienstadt 1942 Treblinka ermordet                                                                                 |                                                                          | Eintrag auf stolpersteine-hamburg.de |
| Hallerstraße 3 ·         | Ernestyne Hersslik geb. Ekert              | Hier wohnte Ernestyne Hersslik geb. Ekert Jg. 1872 deportiert 1942 Theresienstadt ermordet 27.10.1942                                                                   |                                                                          | Eintrag auf stolpersteine-hamburg.de |
| Hallerstraße 3 ·         | Dina Rosenstein geb. Magnus                | Hier wohnte Dina Rosenstein geb. Magnus Jg. 1897 deportiert 1941 ermordet in Minsk                                                                                      |                                                                          | Eintrag auf stolpersteine-hamburg.de Der Stolperstein liegt etwas westlich der übrigen Stolpersteine zu Hausnummer 3 beim Stolperstein für Hausnummer 1.                                    |
| Hallerstraße 3 ·         | Salomon Rosenstein                         | Hier wohnte Salomon Rosenstein Jg. 1883 deportiert 1941 Minsk ermordet                                                                                                  |                                                                          | Eintrag auf stolpersteine-hamburg.de Der Stolperstein liegt etwas westlich der übrigen Stolpersteine zu Hausnummer 3 beim Stolperstein für Hausnummer 1.                                    |
| Hallerstraße 5 ·         | Ilse Mathilde Karlsberg geb. Heilbron      | Hier wohnte Ilse Mathilde Karlsberg geb. Heilbron Jg. 1900 verhaftet 1940 Holland 1941 KZ Fuhlsbüttel deportiert 1942 Theresienstadt 1944 Auschwitz ermordet            |                                                                          | Eintrag auf stolpersteine-hamburg.de Ein weiterer Stolperstein befindet sich in der Bogenstraße 32.                                                                                         |
| Hallerstraße 5 ·         | Rosa Katzenstein geb. Rosenbaum            | Hier wohnte Rosa Katzenstein geb. Rosenbaum Jg. 1865 deportiert 1942 Theresienstadt ermordet 2.8.1942                                                                   |                                                                          | Eintrag auf stolpersteine-hamburg.de |
| Hallerstraße 25 ·        | Julius Hirschfeldt                         | Hier wohnte Julius Hirschfeldt Jg. 1864 gedemütigt/entrechtet Flucht in den Tod 4.10.1943                                                                               |                                                                          | Eintrag auf stolpersteine-hamburg.de |
| Hallerstraße 25 ·        | Clara Joel geb. Böhr                       | Hier wohnte Clara Joel geb. Böhr Jg. 1873 Theresienstadt ermordet 13.4.1944                                                                                             |                                                                          | Eintrag auf stolpersteine-hamburg.de |
| Hallerstraße 45 ·        | Hilde Dublon                               | Hier wohnte Hilde Dublon Jg. 1924 deportiert 1942 Theresienstadt ermordet 15.5.1943                                                                                     |                                                                          | Eintrag auf stolpersteine-hamburg.de |
| Hallerstraße 45 ·        | Betty Rothschild geb. Flörsheim            | Hier wohnte Betty Rothschild geb. Flörsheim Jg. 1895 deportiert 1942 ermordet in Auschwitz                                                                              |                                                                          | Eintrag auf stolpersteine-hamburg.de |
| Hallerstraße 45 ·        | Felix Rothschild                           | Hier wohnte Felix Rothschild Jg. 1927 deportiert 1942 ermordet in Auschwitz                                                                                             |                                                                          | Eintrag auf stolpersteine-hamburg.de |
| Hallerstraße 45 ·        | Günther Rothschild                         | Hier wohnte Günther Rothschild Jg. 1928 Flucht 1937 Holland interniert Westerbork deportiert 1942 Auschwitz ermordet 17.7.1942                                          |                                                                          | Eintrag auf stolpersteine-hamburg.de |
| Hallerstraße 45 ·        | Julius Rothschild                          | Hier wohnte Julius Rothschild Jg. 1925 Flucht Belgien interniert Mechelen deportiert 1942 ermordet in Auschwitz                                                         |                                                                          | Eintrag auf stolpersteine-hamburg.de |
| Hallerstraße 55 ·        | David Eldod                                | Hier wohnte David Eldod Jg. 1937 deportiert 1941 Riga ??? |                                                                          | Eintrag auf stolpersteine-hamburg.de |
| Hallerstraße 55 ·        | Eli Eldod                                  | Hier wohnte Eli Eldod Jg. 1940 deportiert 1941 Riga ??? |                                                                          | Eintrag auf stolpersteine-hamburg.de |
| Hallerstraße 55 ·        | Judith Eldod                               | Hier wohnte Judith Eldod Jg. 1936 deportiert 1941 Riga ??? |                                                                          | Eintrag auf stolpersteine-hamburg.de |
| Hallerstraße 55 ·        | Naftali Eldod                              | Hier wohnte Naftali Eldod Jg. 1899 deportiert 1941 Riga ??? |                                                                          | Eintrag auf stolpersteine-hamburg.de |
| Hallerstraße 55 ·        | Rosa Eldod geb. Fröhlich                   | Hier wohnte Rosa Eldod geb. Fröhlich Jg. 1908 deportiert 1941 Riga ???                                                                                                  |                                                                          | Eintrag auf stolpersteine-hamburg.de |
| Hallerstraße 55 ·        | Walter Samuel Eldod                        | Hier wohnte Walter Samuel Eldod Jg. 1934 deportiert 1941 Riga ??? |                                                                          | Eintrag auf stolpersteine-hamburg.de |
| Hallerstraße 55 ·        | Bertha Jacobsohn                           | Hier wohnte Bertha Jacobsohn Jg. 1924 deportiert 1941 Minsk ??? |                                                                          | Eintrag auf stolpersteine-hamburg.de |
| Hallerstraße 55 ·        | Ernestine Jacobsohn                        | Hier wohnte Ernestine Jacobsohn Jg. 1925 deportiert 1941 Minsk ??? |                                                                          | Eintrag auf stolpersteine-hamburg.de |
| Hallerstraße 55 ·        | Eva Jacobsohn                              | Hier wohnte Eva Jacobsohn Jg. 1927 deportiert 1941 Minsk ??? |                                                                          | Eintrag auf stolpersteine-hamburg.de |
| Hallerstraße 55 ·        | John Jacobsohn                             | Hier wohnte Dr. John Jacobsohn Jg. 1894 deportiert 1941 Minsk ??? |                                                                          | Eintrag auf stolpersteine-hamburg.de |
| Hallerstraße 55 ·        | Mathilde Jacobsohn                         | Hier wohnte Mathilde Jacobsohn Jg. 1934 deportiert 1941 Minsk ??? |                                                                          | Eintrag auf stolpersteine-hamburg.de |
| Hallerstraße 55 ·        | Rosalia Jacobsohn geb. Michalsky           | Hier wohnte Rosalia Jacobsohn geb. Michalsky Jg. 1897 deportiert 1941 Minsk ???                                                                                         |                                                                          | Eintrag auf stolpersteine-hamburg.de |
| Hallerstraße 55 ·        | Sally Jacobsohn                            | Hier wohnte Sally Jacobsohn Jg. 1930 deportiert 1941 Minsk ??? |                                                                          | Eintrag auf stolpersteine-hamburg.de |
| Hallerstraße 81 ·        | Alfonso de Castro                          | Hier wohnte Dr. Alfonso de Castro Jg. 1865 deportiert 1942 Theresienstadt ermordet 8.2.1943                                                                             |                                                                          | Eintrag auf stolpersteine-hamburg.de |
| Hallerstraße 81 ·        | Olga de Castro geb. Alexander              | Hier wohnte Olga de Castro geb. Alexander Jg. 1877 deportiert 1942 Theresienstadt 1944 Auschwitz ermordet                                                               |                                                                          | Eintrag auf stolpersteine-hamburg.de |
| Hansastraße 2 ·          | Clara Sender                               | Hier wohnte Clara Sender Jg. 1873 deportiert 1942 Theresienstadt 1942 Treblinka ermordet                                                                                |                                                                          | Eintrag auf stolpersteine-hamburg.de |
| Hansastraße 14 ·         | Bertha Emilie Karlsberg geb. Simon         | Hier wohnte Bertha Emilie Karlsberg geb. Simon Jg. 1872 Flucht Holland deportiert 1943 Sobibor ermordet                                                                 |                                                                          | Eintrag auf stolpersteine-hamburg.de |
| Hansastraße 14 ·         | Moses Karlsberg                            | Hier wohnte Moses Karlsberg Jg. 1865 Flucht Holland deportiert 1943 Sobibor ermordet                                                                                    |                                                                          | Eintrag auf stolpersteine-hamburg.de |
| Hansastraße 21 ·         | Adolf Coutinho                             | Hier wohnte Adolf Coutinho Jg. 1900 1939 Gestapohaft deportiert 1942 Theresienstadt 1944 Auschwitz ???                                                                  |                                                                          | Eintrag auf stolpersteine-hamburg.de |
| Hansastraße 21 ·         | Arnold Stein                               | Hier wohnte Arnold Stein Jg. 1923 eingewiesen 1938 Heilanstalt Langenhorn ‚verlegt‘ 23.9.1940 Brandenburg ermordet 23.9.1940 ‚Aktion T4‘                                |                                                                          | Eintrag auf stolpersteine-hamburg.de |
| Hansastraße 21 ·         | Erich Stein                                | Hier wohnte Erich Stein Jg. 1927 eingewiesen 1938 Heilanstalt Langenhorn ‚verlegt‘ 23.9.1940 Brandenburg ermordet 23.9.1940 ‚Aktion T4‘                                 |                                                                          | Eintrag auf stolpersteine-hamburg.de |
| Hansastraße 27 ·         | Alfred Heymann                             | Hier wohnte Alfred Heymann Jg. 1877 deportiert 1943 Theresienstadt ermordet 1944 Auschwitz                                                                              |                                                                          | Eintrag auf stolpersteine-hamburg.de |
| Hansastraße 27 ·         | Clara Heymann geb. Levy                    | Hier wohnte Clara Heymann geb. Levy Jg. 1880 deportiert 1943 Theresienstadt ermordet 1944 Auschwitz                                                                     |                                                                          | Eintrag auf stolpersteine-hamburg.de |
| Hansastraße 27 ·         | Esther Lange geb. Auerbach                 | Hier wohnte Esther Lange geb. Auerbach Jg. 1868 Flucht Holland interniert Westerbork deportiert 1943 Auschwitz ermordet 17.9.1943                                       |                                                                          | Eintrag auf stolpersteine-hamburg.de |
| Hansastraße 27 ·         | Gottschalk Schlesinger                     | Hier wohnte Gottschalk Schlesinger Jg. 1921 deportiert 1941 Riga-Jungfernhof ermordet                                                                                   |                                                                          | Eintrag auf stolpersteine-hamburg.de |
| Hansastraße 27 ·         | Lea Schlesinger geb. Lange                 | Hier wohnte Lea Schlesinger geb. Lange Jg. 1896 deportiert 1941 Riga-Jungfernhof ermordet 26.3.1942                                                                     |                                                                          | Eintrag auf stolpersteine-hamburg.de |
| Hansastraße 28 ·         | Margot Posner                              | Hier wohnte Margot Posner Jg. 1920 eingewiesen 1940 Heilanstalt Langenhorn 'verlegt' 23.9.1940 Brandenburg ermordet 23.9.1940 'Aktion T4'                               |                                                                          | Eintrag auf stolpersteine-hamburg.de |
| Hansastraße 35 ·         | Louise Dessau geb. Burchhard               | Hier wohnte Louise Dessau geb. Burchard Jg. 1863 deportiert 1942 Theresienstadt ermordet 8.9.1942                                                                       |                                                                          | Eintrag auf stolpersteine-hamburg.de |
| Hansastraße 35 ·         | Helene Regensburger                        | Hier wohnte Helene Regensburger Jg. 1879 deportiert 1941 Riga ermordet                                                                                                  |                                                                          | Eintrag auf stolpersteine-hamburg.de |
| Hansastraße 35 ·         | Martha Regensburger                        | Hier wohnte Martha Regensburger Jg. 1884 deportiert 1941 Riga ermordet                                                                                                  |                                                                          | Eintrag auf stolpersteine-hamburg.de |
| Hansastraße 35 ·         | Regina Regensburger                        | Hier wohnte Regina Regensburger Jg. 1895 deportiert 1941 Riga ermordet                                                                                                  |                                                                          | Eintrag auf stolpersteine-hamburg.de |
| Hansastraße 36 ·         | Käthe Cohn geb. Ahrens                     | Hier wohnte Käthe Cohn geb. Ahrens Jg. 1892 deportiert 1941 Minsk ???                                                                                                   |                                                                          | Eintrag auf stolpersteine-hamburg.de |
| Hansastraße 36 ·         | Lilly Cohn                                 | Hier wohnte Lilly Cohn Jg. 1923 deportiert 1941 Minsk ??? |                                                                          | Eintrag auf stolpersteine-hamburg.de |
| Hansastraße 36 ·         | Ludwig Cohn                                | Hier wohnte Ludwig Cohn Jg. 1921 deportiert 1941 Minsk ??? |                                                                          | Eintrag auf stolpersteine-hamburg.de |
| Hansastraße 36 ·         | Richard Cohn                               | Hier wohnte Richard Cohn Jg. 1884 deportiert 1941 Minsk ??? |                                                                          | Eintrag auf stolpersteine-hamburg.de |
| Hansastraße 36 ·         | Frieda Karseboom geb. Valk                 | Hier wohnte Frieda Karseboom geb. Valk Jg. 1871 deportiert 1942 Theresienstadt ermordet 22.11.1942                                                                      |                                                                          | Eintrag auf stolpersteine-hamburg.de Ein weiterer Stolperstein befindet sich in Wismar. |
| Hansastraße 36 ·         | Edith Löwenthal                            | Hier wohnte Edith Löwenthal Jg. 1922 deportiert 1941 Riga ??? |                                                                          | Eintrag auf stolpersteine-hamburg.de |
| Hansastraße 36 ·         | Lina Löwenthal geb. Fink                   | Hier wohnte Lina Löwenthal geb. Fink Jg. 1878 deportiert 1941 Riga ???                                                                                                  |                                                                          | Eintrag auf stolpersteine-hamburg.de |
| Hansastraße 36 ·         | Max Löwenthal                              | Hier wohnte Max Löwenthal Jg. 1875 deportiert 1941 Riga ??? |                                                                          | Eintrag auf stolpersteine-hamburg.de |
| Hansastraße 36 ·         | Vera Richter                               | Hier wohnte Vera Richter Jg. 1891 deportiert 1941 Łodz/Litzmannstadt ermordet 27.1.1942                                                                                 |                                                                          | Eintrag auf stolpersteine-hamburg.de |
| Hansastraße 37 ·         | Anna Kallmes geb. Goldschmidt              | Hier wohnte Anna Kallmes geb. Goldschmidt Jg. 1883 deportiert 1942 ermordet in Auschwitz                                                                                |                                                                          | Eintrag auf stolpersteine-hamburg.de |
| Hansastraße 38 ·         | Max Blumenthal                             | Hier wohnte Max Blumenthal Jg. 1890 deportiert 1942 Theresienstadt 1943 Auschwitz ermordet                                                                              |                                                                          | Eintrag auf stolpersteine-hamburg.de |
| Hansastraße 40 ·         | Margaret Herwig geb. Robertson             | Hier wohnte Margaret Herwig geb. Robertson Jg. 1889 deportiert 1942 Theresienstadt ermordet 8.4.1944                                                                    |                                                                          | Eintrag auf stolpersteine-hamburg.de |
| Hansastraße 40 ·         | Olga Levien geb. Heymann                   | Hier wohnte Olga Levien geb. Heymann Jg. 1875 deportiert 1942 Theresienstadt 1942 Treblinka ermordet                                                                    |                                                                          | Eintrag auf stolpersteine-hamburg.de |
| Hansastraße 40 ·         | Else Rosenberg geb. Herz                   | Hier wohnte Else Rosenberg geb. Herz Jg. 1892 deportiert 1941 Minsk ermordet 14.9.1943                                                                                  |                                                                          | Eintrag auf stolpersteine-hamburg.de |
| Hansastraße 40 ·         | Erika Rosenberg geb. Hirschhorn            | Erika Rosenberg geb. Hirschhorn Jg. 1924 deportiert 1941 ermordet in Minsk                                                                                              |                                                                          | Eintrag auf stolpersteine-hamburg.de |
| Hansastraße 40 ·         | Fritz Rosenberg                            | Hier wohnte Fritz Rosenberg Jg. 1881 deportiert 1941 Minsk ermordet 14.9.1943                                                                                           |                                                                          | Eintrag auf stolpersteine-hamburg.de |
| Hansastraße 40 ·         | Irmgard Rosenberg                          | Hier wohnte Irmgard Rosenberg Jg. 1917 deportiert 1941 Minsk ermordet 14.9.1943                                                                                         |                                                                          | Eintrag auf stolpersteine-hamburg.de |
| Hansastraße 43 ·         | Caroline Bundheim geb. Wertheim            | Hier wohnte Caroline Bundheim geb. Wertheim Jg. 1885 deportiert 1942 Theresienstadt ermordet 2.10.1942                                                                  |                                                                          | Eintrag auf stolpersteine-hamburg.de |
| Hansastraße 47 ·         | Else Jacobsohn geb. Weinberg               | Hier wohnte Else Jacobsohn geb. Weinberg Jg. 1902 deportiert 1941 Łodz 1942 Chelmno ermordet                                                                            |                                                                          | Eintrag auf stolpersteine-hamburg.de |
| Hansastraße 47 ·         | Iwan Jacobsohn                             | Hier wohnte Iwan Jacobsohn Jg. 1899 gedemütigt/entrechtet tot 9.4.1941                                                                                                  |                                                                          | Eintrag auf stolpersteine-hamburg.de |
| Hansastraße 47 ·         | Rolf Jacobsohn                             | Hier wohnte Rolf Jacobsohn Jg. 1926 deportiert 1941 Łodz 1942 Chelmno ermordet                                                                                          |                                                                          | Eintrag auf stolpersteine-hamburg.de |
| Hansastraße 47 ·         | Hedwig Leiser geb. Goldberg                | Hier wohnte Hedwig Leiser geb. Goldberg Jg. 1879 deportiert 1941 Riga ???                                                                                               |                                                                          | Eintrag auf stolpersteine-hamburg.de |
| Hansastraße 47 ·         | Julius Leiser                              | Hier wohnte Julius Leiser Jg. 1876 deportiert 1941 Riga ??? |                                                                          | Eintrag auf stolpersteine-hamburg.de |
| Hansastraße 58 ·         | Wilhelm Prochownick                        | Hier wohnte Dr. Wilhelm Prochownick Jg. 1878 verhaftet 1943 KZ Fuhlsbüttel ermordet 27.3.1943                                                                           |                                                                          | Eintrag auf stolpersteine-hamburg.de Kurzbiografie bei haGalil |
| Harvestehuder Weg 40 ·   | Ella Goldschmidt                           | Hier wohnte Ella Goldschmidt Jg. 1874 deportiert 1942 Theresienstadt 1942 Treblinka ermordet                                                                            |                                                                          | Eintrag auf stolpersteine-hamburg.de |
| Harvestehuder Weg 55 ·   | Anna Maria Kugelmann geb. Wolff            | Hier wohnte Anna Maria Kugelmann geb. Wolff Jg. 1905 Freitod 19.7.1942                                                                                                  |                                                                          | Eintrag auf stolpersteine-hamburg.de |
| Harvestehuder Weg 55 ·   | Erwin Kugelmann                            | Hier wohnte Erwin Kugelmann Jg. 1885 entrechtet gedemütigt ermordet 1939 KZ Fuhlsbüttel                                                                                 |                                                                          | Eintrag auf stolpersteine-hamburg.de |
| Harvestehuder Weg 55 ·   | Robert Kugelmann                           | Hier wohnte Robert Kugelmann Jg. 1895 Freitod 19.7.1942 |                                                                          | Eintrag auf stolpersteine-hamburg.de |
| Harvestehuder Weg 55 ·   | Maria von Platen-Hallermund geb. Kugelmann | Hier wohnte Maria von Platen-Hallermund geb. Kugelmann Jg. 1886 deportiert 1941 Minsk ???                                                                               |                                                                          | Eintrag auf stolpersteine-hamburg.de |
| Harvestehuder Weg 63 ·   | Erna Simon                                 | Hier wohnte Erna Simon Jg. 1882 deportiert 1942 Riga ermordet Aug. 1942                                                                                                 |                                                                          | Eintrag auf stolpersteine-hamburg.de |
| Harvestehuder Weg 89 ·   | Adolf Schlesinger                          | Hier wohnte Adolf Schlesinger Jg. 1879 gedemütigt/entrechtet Flucht 1941 Uruguay                                                                                        |                                                                          | Eintrag auf stolpersteine-hamburg.de |
| Harvestehuder Weg 99 ·   | Wilhelm Benjamin                           | Hier wohnte Wilhelm Benjamin Jg. 1858 deportiert 1942 Theresienstadt ermordet 26.9.1942                                                                                 |                                                                          | Eintrag auf stolpersteine-hamburg.de Ein weiterer Stolperstein befindet sich in Friedrichstadt                                                                                              |
| Harvestehuder Weg 99 ·   | Eva L. Borchardt                           | Hier wohnte Eva L. Borchardt Jg. 1905 eingewiesen 1938 Heilanstalt Langenhorn 'verlegt’ 23.9.1940 Landes-Heilanstalt Brandenburg ermordet 23.9.1940 Aktion T4           |                                                                          | Eintrag auf stolpersteine-hamburg.de |
| Harvestehuder Weg 105 ·  | Selma van der Zyl                          | Hier wohnte Selma van der Zyl geb. Goldschmidt Jg. 1872 gedemütigt/entrechtet Flucht in den Tod 25. März 1942                                                           |                                                                          | Eintrag auf stolpersteine-hamburg.de |
| Harvestehuder Weg 112 ·  | Hilde Fanny Weinreich                      | Hier wohnte Hilde Fanny Weinreich geb. Abrahahm Jg. 1905 Flucht Italien interniert deportiert 1944 ermordet in Auschwitz                                                |                                                                          | Eintrag auf stolpersteine-hamburg.de |
| Harvestehuder Weg 114 ·  | Anna Kayser geb. Josephs                   | Hier wohnte Anna Kayser geb. Josephs Jg. 1883 Flucht 1936 Holland interniert Westerbork deportiert 1944 Theresienstadt 1944 Auschwitz ermordet                          |                                                                          | Eintrag auf stolpersteine-hamburg.de |
| Harvestehuder Weg 114 ·  | Moritz Kayser                              | Hier wohnte Moritz Kayser Jg. 1882 Flucht 1936 Holland verhaftet 1940 1941 Zuchthaus HH-Fuhlsbüttel deportiert 1942 Auschwitz ermordet                                  |                                                                          | Eintrag auf stolpersteine-hamburg.de |
| Heilwigstraße 3 ·        | Gisela Friedheim geb. Leimdörfer           | Hier wohnte Gisela Friedheim geb. Leimdörfer Jg. 1883 deportiert 1941 Minsk ???                                                                                         |                                                                          | Eintrag auf stolpersteine-hamburg.de |
| Heilwigstraße 3 ·        | Helene Weishut geb. van Oosten             | Hier wohnte Helene Weishut geb. van Oosten Jg. 1872 deportiert 1942 Theresienstadt ermordet 22.11.1942                                                                  |                                                                          | Eintrag auf stolpersteine-hamburg.de |
| Heilwigstraße 25 ·       | Evelyn Rosenberg                           | Evelyn Rosenberg Jg. 1938 geboren in Amsterdam interniert Westerbork deportiert 1944 Theresienstadt 1944 Auschwitz ermordet                                             |                                                                          | Eintrag auf stolpersteine-hamburg.de |
| Heilwigstraße 25 ·       | Ruth Rosenberg geb. Kayser                 | Hier wohnte Ruth Rosenberg geb. Kayser Jg. 1907 Flucht 1936 Holland interniert Westerbork deportiert 1944 Theresienstadt 1944 Auschwitz ermordet                        |                                                                          | Eintrag auf stolpersteine-hamburg.de |
| Heilwigstraße 25 ·       | Walter Rosenberg                           | Hier wohnte Walter Rosenberg Jg. 1900 Flucht 1936 Holland interniert Westerbork deportiert 1944 Theresienstadt 1944 Auschwitz ermordet                                  |                                                                          | Eintrag auf stolpersteine-hamburg.de |
| Heilwigstraße 39 ·       | Walter Heinemann                           | Hier wohnte Walter Heinemann Jg. 1896 emigriert Niederlande deportiert 1942 Auschwitz ???                                                                               |                                                                          | Eintrag auf stolpersteine-hamburg.de |
| Heilwigstraße 40 ·       | Edgar Franck                               | Hier wohnte Dr. Edgar Franck Jg. 1896 deportiert 1941 Minsk ??? |                                                                          | Eintrag auf stolpersteine-hamburg.de |
| Heilwigstraße 46 ·       | Berthold Jungmann                          | Hier wohnte Dr. Berthold Jungmann Jg. 1868 deportiert ermordet am 18.2.1944 in Theresienstadt                                                                           |                                                                          | Eintrag auf stolpersteine-hamburg.de |
| Heilwigstraße 46 ·       | Anna Lehmann                               | Hier wohnte Anna Lehmann Jg. 1878 Freitod am 6.1.1942 |                                                                          | Eintrag auf stolpersteine-hamburg.de |
| Heilwigstraße 46 ·       | Clara Lehmann                              | Hier wohnte Clara Lehmann Jg. 1874 Freitod 6.1.1942 |                                                                          | Eintrag auf stolpersteine-hamburg.de |
| Helene-Lange-Straße 1 ·  | Edith Frensdorff                           | Hier wohnte Edith Frensdorff Jg. 1924 Flucht Belgien interniert Mechelen deportiert 1942 Auschwitz ermordet 2.10.1942                                                   |                                                                          | Eintrag auf stolpersteine-hamburg.de |
| Helene-Lange-Straße 1 ·  | Ilse Frensdorff geb. Fallek                | Hier wohnte Ilse Frensdorff geb. Fallek Jg. 1901 deportiert 1941 Ghetto Minsk ermordet                                                                                  |                                                                          | Eintrag auf stolpersteine-hamburg.de Ein weiterer Stolperstein befindet sich in Hamburg-Eimsbüttel.                                                                                         |
| Helene-Lange-Straße 1 ·  | Max Frensdorff                             | Hier wohnte Max Frensdorff Jg. 1895 deportiert 1941 Ghetto Minsk ermordet                                                                                               |                                                                          | Eintrag auf stolpersteine-hamburg.de |
| Helene-Lange-Straße 1 ·  | Gerd Walter Siegel                         | Hier wohnte Gerd Walter Siegel Jg. 1925 Flucht 1938 Belgien interniert Mechelen deportiert 1944 Auschwitz 1945 KZ Mauthausen KZ-Außenlager Gusen ermordet 19.3.1945     |                                                                          | Eintrag auf stolpersteine-hamburg.de |
| Helene-Lange-Straße 7 ·  | Edith Goldschmidt geb. Wunderlich          | Hier wohnte Edith Goldschmidt geb. Wunderlich Jg. 1901 deportiert 1941 Riga-Jungfernhof ermordet                                                                        |                                                                          | Eintrag auf stolpersteine-hamburg.de |
| Helene-Lange-Straße 7 ·  | Moritz Goldschmidt                         | Hier wohnte Moritz Goldschmidt Jg. 1892 ‚Schutzhaft‘ 1939 KZ Sachsenhausen deportiert 1941 Riga-Jungfernhof ermordet                                                    |                                                                          | Eintrag auf stolpersteine-hamburg.de |
| Helene-Lange-Straße 7 ·  | Nanny Müller geb. Müller                   | Hier wohnte Nanny Müller geb. Müller Jg. 1893 deportiert 1941 ermordet in Riga                                                                                          |                                                                          | Eintrag auf stolpersteine-hamburg.de |
| Helene-Lange-Straße 7 ·  | Max Strelitz                               | Hier wohnte Max Strelitz Jg. 1888 deportiert 1941 Łodz/Litzmannstadt ermordet 15.1.1942                                                                                 |                                                                          | Eintrag auf stolpersteine-hamburg.de |
| Helene-Lange-Straße 7 ·  | Estella Wunderlich geb. Wunderlich         | Hier wohnte Estella Wunderlich geb. Wunderlich Jg. 1867 gedemütigt/entrechtet tot 1. November 1941                                                                      |                                                                          | Eintrag auf stolpersteine-hamburg.de |
| Helene-Lange-Straße 7 ·  | Hans Wunderlich                            | Hier wohnte Hans Wunderlich Jg. 1875 deportiert 1942 Theresienstadt 1942 Treblinka ermordet                                                                             |                                                                          | Eintrag auf stolpersteine-hamburg.de |
| Hochallee 5 ·            | Betty Warburg                              | Hier wohnte Dr. Betty Warburg Jg. 1881 Flucht/Holland deportiert 1943 Sobibor ???                                                                                       |                                                                          | Eintrag auf stolpersteine-hamburg.de |
| Hochallee 5 ·            | Gertrude Margaretha Warburg geb. Rindskopf | Hier wohnte Gertrude M. Warburg geb. Rindskopf Jg. 1856 Flucht 1940 Holland verhaftet deportiert 1943 Sobibor ermordet                                                  |                                                                          | Eintrag auf stolpersteine-hamburg.de |
| Hochallee 11 ·           | Helene Mainz geb. Hirsch                   | Hier wohnte Helene Mainz geb. Hirsch Jg. 1873 Flucht 1934 Holland interniert Westerbork deportiert 1944 Bergen-Belsen ermordet 29.2.1944                                |                                                                          | Eintrag auf stolpersteine-hamburg.de |
| Hochallee 11 ·           | Ludwig Moritz Mainz                        | Hier wohnte Ludwig Moritz Mainz Jg. 1867 Flucht 1934 Holland Herztod nach Hausdurchsuchung 17. April 1942                                                               |                                                                          | Eintrag auf stolpersteine-hamburg.de Ein weiterer Stolperstein befindet sich in Hamburg-Altstadt.                                                                                           |
| Hochallee 19 ·           | Moritz Weinheim                            | Hier wohnte Moritz Weinheim Jg. 1872 deportiert 1942 Theresienstadt 1942 Treblinka ermordet                                                                             |                                                                          | Eintrag auf stolpersteine-hamburg.de |
| Hochallee 23 ·           | Edith Behrend                              | Hier wohnte Edith Behrend Jg. 1880 deportiert 1941 Minsk ermordet |                                                                          | Eintrag auf stolpersteine-hamburg.de Ein weiterer Stolperstein befindet sich in Hamburg-Hoheluft-Ost.                                                                                       |
| Hochallee 23 ·           | Elsa Behrend                               | Hier wohnte Elsa Behrend Jg. 1879 deportiert 1941 Minsk ermordet |                                                                          | Eintrag auf stolpersteine-hamburg.de |
| Hochallee 23 ·           | Helene Behrend                             | Hier wohnte Helene Behrend Jg. 1883 deportiert 1941 Minsk ermordet |                                                                          | Eintrag auf stolpersteine-hamburg.de |
| Hochallee 23 ·           | Martha Behrend                             | Hier wohnte Martha Behrend Jg. 1881 deportiert 1941 Minsk ermordet |                                                                          | Eintrag auf stolpersteine-hamburg.de |
| Hochallee 23 ·           | Rudolph Rosen                              | Hier wohnte Rudolph Rosen Jg. 1895 deportiert 1941 Łodz Chelmno 1942 ermordet                                                                                           |                                                                          | Eintrag auf stolpersteine-hamburg.de |
| Hochallee 29 ·           | Alice Hertz geb. Steinberg                 | Hier wohnte Alice Hertz geb. Steinberg Jg. 1882 deportiert 1942 Theresienstadt 1944 Auschwitz ermordet                                                                  |                                                                          | Eintrag auf stolpersteine-hamburg.de Ein weiterer Stolperstein befindet sich in Hamburg-Hohenfelde.                                                                                         |
| Hochallee 29 ·           | Eduard Hertz                               | Hier wohnte Eduard Hertz Jg. 1870 deportiert 1942 Theresienstadt ermordet 27.5.1943                                                                                     |                                                                          | Eintrag auf stolpersteine-hamburg.de Ein weiterer Stolperstein befindet sich in Hamburg-Hohenfelde.                                                                                         |
| Hochallee 29 ·           | Gustav Levien                              | Hier wohnte Dr. Gustav Levien Jg. 1884 Flucht 1937 Holland deportiert 1943 Sobibor ermordet                                                                             |                                                                          | Eintrag auf stolpersteine-hamburg.de |
| Hochallee 29 ·           | Max Moses Levien                           | Hier wohnte Max Moses Levien Jg. 1890 Flucht 1937 Holland deportiert 1943 Auschwitz ermordet                                                                            |                                                                          | Eintrag auf stolpersteine-hamburg.de |
| Hochallee 52 ·           | Jacob Ruben Rothschild                     | Hier wohnte Jacob Ruben Rothschild Jg. 1886 Flucht 1933 Belgien interniert Drancy deportiert 1942 ermordet in Auschwitz                                                 |                                                                          | Eintrag auf stolpersteine-hamburg.de |
| Hochallee 52 ·           | Mathilde Rothschild                        | Hier wohnte Mathilde Rothschild Jg. 1923 Flucht 1933 Belgien interniert Mechelen deportiert 1942 ermordet in Auschwitz                                                  |                                                                          | Eintrag auf stolpersteine-hamburg.de Ein weiterer Stolperstein befindet sich in Hamburg-Rotherbaum.                                                                                         |
| Hochallee 53 ·           | Marie van Biema geb. Wassertrüdinger       | Hier wohnte Marie van Biema geb. Wassertrüdinger Jg. 1870 1942 KZ Fuhlsbüttel ermordet 7.9.1942 KZ Ravensbrück                                                          |                                                                          | Eintrag auf stolpersteine-hamburg.de Ein weiterer Stolperstein befindet sich an der Sophienterrasse 17.                                                                                     |
| Hochallee 66 ·           | Käthe Haas geb. Mannheim                   | Hier wohnte Käthe Haas geb. Mannheim Jg. 1874 deportiert 1942 Theresienstadt 1942 Treblinka ermordet                                                                    |                                                                          | Eintrag auf stolpersteine-hamburg.de |
| Hochallee 69 ·           | Julius Matthias                            | Hier wohnte Julius Matthias Jg. 1857 gedemütigt/entrechtet tot 16.5.1942                                                                                                |                                                                          | Eintrag auf stolpersteine-hamburg.de |
| Hochallee 73 ·           | Felix Hecht                                | Hier wohnte Dr. Felix Hecht Jg. 1883 1938 KZ Sachsenhausen 1938 + 40 KZ Fuhlsbüttel deportiert 1944 Theresienstadt Auschwitz                                            |                                                                          | Eintrag auf stolpersteine-hamburg.de |
| Hochallee 75 ·           | Olga Beer                                  | Hier wohnte Olga Beer Jg. 1892 deportiert 1941 ermordet 20.4.1942 Łodz                                                                                                  |                                                                          | Eintrag auf stolpersteine-hamburg.de |
| Hochallee 75 ·           | Hermann Gerson                             | Hier wohnte Dr. Hermann Gerson Jg. 1896 deportiert ermordet am 22.6.1944 in Theresienstadt                                                                              |                                                                          | Eintrag auf stolpersteine-hamburg.de |
| Hochallee 75 ·           | Ernst Kaufmann                             | Hier wohnte Dr. Ernst Kaufmann Jg. 1880 deportiert 1943 Theresienstadt 1944 Auschwitz ???                                                                               |                                                                          | Eintrag auf stolpersteine-hamburg.de |
| Hochallee 75 ·           | Käthe Kaufmann geb. Norden                 | Hier wohnte Käthe Kaufmann geb. Norden Jg. 1886 deportiert 1943 ermordet 1.8.1943 Theresienstadt                                                                        |                                                                          | Eintrag auf stolpersteine-hamburg.de |
| Hochallee 75 ·           | Betty Kurzynski                            | Hier wohnte Betty Kurzynski Jg. 1875 Freitod 4.12.1941 |                                                                          | Eintrag auf stolpersteine-hamburg.de |
| Hochallee 76 ·           | Anna Schiff geb. Wertheimer                | Hier wohnte Anna Schiff geb. Wertheimer Jg. 1882 deportiert 1942 Auschwitz ermordet                                                                                     |                                                                          | Eintrag auf stolpersteine-hamburg.de |
| Hochallee 81 ·           | Edith Aron geb. Scheinwechseler            | Hier wohnte Edith Aron geb. Scheinwechseler Jg. 1906 deportiert 1941 Minsk ermordet                                                                                     |                                                                          | Eintrag auf stolpersteine-hamburg.de |
| Hochallee 81 ·           | Norbert Aron                               | Hier wohnte Norbert Aron Jg. 1889 deportiert 1941 Minsk ermordet |                                                                          | Eintrag auf stolpersteine-hamburg.de |
| Hochallee 94 ·           | Sarah Franck geb. Hirschmann               | Hier wohnte Sarah Franck geb. Hirschmann Jg. 1871 deportiert 1943 Theresienstadt ermordet 12.8.1944                                                                     |                                                                          | Eintrag auf stolpersteine-hamburg.de |
| Hochallee 104 ·          | Alice Bendheim geb. Israel                 | Hier wohnte Alice Bendheim geb. Israel Jg. 1875 deportiert 1942 Theresienstadt 1942 Minsk ???                                                                           |                                                                          | Eintrag auf stolpersteine-hamburg.de |
| Hochallee 106 ·          | Dora Dina Abraham geb. Heiliger            | Hier wohnte Dora Dina Abraham geb. Heiliger Jg. 1872 deportiert 1942 Theresienstadt Auschwitz ermordet 15.5.1944                                                        |                                                                          | Eintrag auf stolpersteine-hamburg.de |
| Hochallee 106 ·          | Olga Lina Lavy geb. Klemperer              | Hier wohnte Olga Lina Lavy geb. Klemperer Jg. 1879 deportiert 1941 Riga ???                                                                                             |                                                                          | Eintrag auf stolpersteine-hamburg.de |
| Hochallee 121 ·          | Fanny Glückstadt geb. Levy-Adler           | Hier wohnte Fanny Glückstadt geb. Levy-Adler Jg. 1894 Haft im Lager Gurs ermordet in Auschwitz                                                                          |                                                                          | Eintrag auf stolpersteine-hamburg.de |
| Hochallee 121 ·          | Ruben Richard Glückstadt                   | Hier wohnte Ruben Richard Glückstadt Jg. 1887 Gestapohaft in Brüssel ermordet 12.9.1940                                                                                 |                                                                          | Eintrag auf stolpersteine-hamburg.de |
| Hochallee 121 ·          | Werner Glückstadt                          | Hier wohnte Werner Glückstadt Jg. 1925 deportiert 1942 aus Drancy ermordet in Auschwitz                                                                                 |                                                                          | Eintrag auf stolpersteine-hamburg.de |
| Hochallee 121 ·          | Jacob Mathiason                            | Hier wohnte Jacob Mathiason Jg. 1865 deportiert 1942 Theresienstadt ermordet 28.11.1942                                                                                 |                                                                          | Eintrag auf stolpersteine-hamburg.de |
| Hochallee 123 ·          | Caroline Borchardt geb. Grossmann          | Hier wohnte Caroline Borchardt geb. Grossmann Jg. 1905 deportiert 1941 Minsk ???                                                                                        |                                                                          | Eintrag auf stolpersteine-hamburg.de |
| Hochallee 123 ·          | Erich Borchardt                            | Hier wohnte Erich Borchardt Jg. 1899 deportiert 1941 Minsk ??? |                                                                          | Eintrag auf stolpersteine-hamburg.de |
| Hochallee 125 ·          | Henriette Oppenheim geb. Weiser            | Hier wohnte Henriette Oppenheim geb. Weiser Jg. 1889 verzogen Berlin deportiert 1941 ermordet in Minsk                                                                  |                                                                          | Eintrag auf stolpersteine-hamburg.de |
| Hochallee 127 ·          | Clara Herz                                 | Hier wohnte Clara Herz Jg. 1868 deportiert 1942 Theresienstadt ermordet 31.7.1942                                                                                       |                                                                          | Eintrag auf stolpersteine-hamburg.de |
| Hochallee 128 ·          | Lilly Nathan                               | Hier wohnte Lilly Nathan Jg. 1900 deportiert 1942 Theresienstadt ermordet 1.5.1943                                                                                      |                                                                          | Eintrag auf stolpersteine-hamburg.de |
| Hohe Weide 43 ·          | Lilly Neufeld geb. Löw                     | Hier wohnte Lilly Neufeld geb. Löw Jg. 1880 deportiert 1942 ermordet in Auschwitz                                                                                       |                                                                          | Eintrag auf stolpersteine-hamburg.de |
| Hohe Weide 74 ·          | Sonia Wechsler geb. Krupnick               | Hier wohnte Sonia Wechsler geb. Krupnick Jg. 1886 eingewiesen 1935 Heilanstalt Langenhorn 'verlegt' 23.9.1940 Brandenburg ermordet 23.9.1940 'Aktion T4'                |                                                                          | Eintrag auf stolpersteine-hamburg.de |